# Trophée européen 2012
Navigation
2011 2013
Le Trophée européen 2012 est la troisième édition du Trophée européen, tournoi de hockey sur glace débutant durant la pré-saison.

## Équipes engagées
L'édition 2012 du trophée européen de hockey sur glace, European trophy en anglais, compte désormais trente-deux équipes d'Europe, soit huit de plus que l'édition précédente.
Les trente-deux équipes sont réparties en quatre groupes. Chaque équipe affronte une seule fois les autres équipes de sa division, sauf celle qui est originaire du même pays ou, le cas échéant, de la même région, qu'elle affronte deux fois dans un format match aller-retour. Les matchs se déroulent durant la pré-saison et chaque équipe dispute au total quatre matchs à domicile et quatre matchs à l'extérieur. Les meilleures équipes de chaque division, les deux clubs organisateurs, ainsi que les deux meilleurs deuxièmes et, si les organisateurs se qualifient de manière régulières, le ou les deux suivant(s), rejoignent le Red Bulls Salute. En cas d'égalité entre plusieurs équipes, celles-ci sont départagées par la différence de but, puis le nombre de buts inscrits au total, puis la ou les confrontations directes, et, en dernier lieu, un tirage au sort.
À noter que pour sa troisième édition, le trophée européen compte pour la deuxième fois des clubs suisses et pour la première fois un club slovaque (club organisateur). Le HC Slavia Prague déclare forfait et est remplacé par le Pirati Chomutov.
| Division | Équipe                      | Ville            | Patinoire                   | Capacité | Entrée dans le tournoi |
| -------- | --------------------------- | ---------------- | --------------------------- | -------- | ---------------------- |
| Nord     | Oulun Kärpät                | Oulu             | Oulun Energia Areena        | 6 614    | 2006                   |
| Nord     | Eisbären Berlin             | Berlin           | O2 World                    | 14 200   | 2010                   |
| Nord     | EC Red Bull Salzbourg       | Salzbourg        | Eisarena Salzbourg          | 3 600    | 2010                   |
| Nord     | Luleå HF                    | Luleå            | Coop Norrbotten Arena       | 6 200    | 2011                   |
| Nord     | Kometa Brno                 | Brno             | Kajot Arena                 | 7 200    | 2011                   |
| Nord     | Mountfield České Budějovice | České Budějovice | Budvar Arena                | 6 421    | 2011                   |
| Nord     | Plzeň 1929                  | Plzeň            | ČEZ Aréna                   | 8 420    | 2011                   |
| Nord     | Hambourg Freezers           | Hambourg         | O2 World                    | 12 947   | 2012                   |
| Sud      | Linköpings HC               | Linköping        | Cloetta Center              | 8 500    | 2006                   |
| Sud      | HV71                        | Jönköping        | Kinnarps Arena              | 7 038    | 2008                   |
| Sud      | Sparta Prague               | Prague           | Tipsport Arena              | 16 995   | 2010                   |
| Sud      | Pirati Chomutov             | Chomutov         | Multifunkční aréna Chomutov | 5 250    | 2012                   |
| Sud      | KalPa                       | Kuopio           | Kuopion Jäähalli            | 5 225    | 2011                   |
| Sud      | Slovan Bratislava           | Bratislava       | Slovnaft Arena              | 10 000   | 2011                   |
| Sud      | UPC Vienna Capitals         | Vienne           | Albert Schultz Eishalle     | 7 000    | 2011                   |
| Sud      | JYP                         | Jyväskylä        | Synergia-areena             | 4 628    | 2012                   |
| Est      | TPS                         | Turku            | HK Arena                    | 11 820   | 2006                   |
| Est      | Tappara                     | Tampere          | Hakametsä Areena            | 7 800    | 2006                   |
| Est      | Djurgårdens IF              | Stockholm        | Hovet                       | 8 094    | 2006                   |
| Est      | CP Berne                    | Berne            | PostFinance-Arena           | 17 131   | 2010**                 |
| Est      | Bílí Tygři Liberec          | Liberec          | Tipsport Arena              | 7 500    | 2011                   |
| Est      | ČSOB Pojišťovna Pardubice   | Pardubice        | ČEZ Aréna                   | 10 194   | 2011                   |
| Est      | Brynäs IF                   | Gävle            | Läkerol Arena               | 8 585    | 2012                   |
| Est      | HC Fribourg-Gottéron        | Fribourg         | BCF-Arena                   | 7 144    | 2012                   |
| Ouest    | Färjestads BK               | Karlstad         | Löfbergs Lila Arena         | 8 647    | 2006                   |
| Ouest    | Frölunda Indians            | Göteborg         | Scandinavium                | 12 044   | 2006                   |
| Ouest    | HIFK                        | Helsinki         | Helsingin Jäähalli          | 8 200    | 2006                   |
| Ouest    | Jokerit                     | Helsinki         | Hartwall Arena              | 13 349   | 2008                   |
| Ouest    | ZSC Lions                   | Zurich           | Hallenstadion               | 10 700   | 2010                   |
| Ouest    | Adler Mannheim              | Mannheim         | SAP Arena                   | 10 600   | 2010                   |
| Ouest    | ERC Ingolstadt              | Ingolstadt       | Saturn Arena                | 4 815    | 2012                   |
| Ouest    | EV Zoug                     | Zoug             | Bossard Arena               | 7 015    | 2012                   |

Note : 
1. ↑  N'a pas participé à l'édition 2011

## Phase de poule

### Division Ouest
| 12 août 2012 | ERC Ingolstadt | 3-4 (TB) (1-0, 1-2, 1-1, 0-0, 0-1) | ZSC Lions | Saturn Arena, Ingolstadt 3 036 spectateurs |

| Feuille de match | Feuille de match | Feuille de match            | Feuille de match | Feuille de match                            |
| ---------------- | --- | --------------------------- | --- | ------------------------------------------- |
|                  | P. Hager (J. Ross, T. Conboy) – 16 min 32 s J. Motzko (J. Ross, C. Gawlik) (SN) – 23 min 22 s D. Hahn (P. Hager, T. Greilinger) – 40 min 26 s | 1-0 2-0 2-1 2-2 3-2 3-3 3-4 | 27 min 22 s – J. Tambellini (P. Bärtschi, R. Shannon) 38 min 21 s – M. Bastl (M. Trachsler, P. Geering) 44 min 35 s – R. Shannon (J. Tambellini, M. Bastl) L. Cunti | Arbitrage : Stephan Bauer Daniel Piechaczek |
| Ian Gordon       | Gardiens | Lukas Flüeler               | | Arbitrage : Stephan Bauer Daniel Piechaczek |
| 22 min           | Pénalités | 24 min                      | | Arbitrage : Stephan Bauer Daniel Piechaczek |
| 17               | Tirs | 38                          | | Arbitrage : Stephan Bauer Daniel Piechaczek |

| 17 août 2012 | HIFK | 4-0 (0-0, 4-0, 0-0) | Adler Mannheim | Valtti Arena, Vantaa 1 639 spectateurs |

| Feuille de match | Feuille de match | Feuille de match | Feuille de match | Feuille de match                          |
| ---------------- | --- | ---------------- | ---------------- | ----------------------------------------- |
|                  | Söderholm (Klubertanz, Eriksson) (SN) – 00 min 39 s Ma. Granlund (Eriksson, Talaja) (SN) – 09 min 29 s Klubertanz (Redenbach, Ortio) (double SN) – 16 min 27 s Liivik (Varakas, Jokela) (SN) – 16 min 51 s | 1-0 2-0 3-0 4-0  |                  | Arbitrage : Mikko Kaukokari Tom Laaksonen |
| Joni Ortio       | Gardiens | Dennis Endras    |                  | Arbitrage : Mikko Kaukokari Tom Laaksonen |
| 33 min           | Pénalités | 20 min           |                  | Arbitrage : Mikko Kaukokari Tom Laaksonen |
| 61               | Tirs | 30               |                  | Arbitrage : Mikko Kaukokari Tom Laaksonen |

| 17 août 2012 | Färjestad BK | 5-2 (1-0, 4-2, 0-0) | ZSC Lions | Löfbergs Lila Arena, Karlstad 3 451 spectateurs |

| Feuille de match | Feuille de match | Feuille de match            | Feuille de match                                                             | Feuille de match                                                               |
| ---------------- | --- | --------------------------- | ---------------------------------------------------------------------------- | ------------------------------------------------------------------------------ |
|                  | Connolly (SN) – 01 min 56 s Connolly (Lundh, Görtz) – 25 min 55 s Paulsson (Lajunen, Lee) – 30 min 27 s Hillding (Thorell, Åslund) – 15 min 19 s Nygren (Wallin, Johansson) SN – 19 min 49 s | 1-0 1-1 2-1 2-2 3-2 4-2 5-2 | 21 min 13 s – Schäppi (Seger, Shannon) SN 30 min 02 s – Tambellini (Geering) | Arbitrage : Marcus Vinnerborg Christer Karlsson Ola Adamsson Andreas Malmqvist |
| Alexander Salak  | Gardiens | Lukas Flüeler               |                                                                              | Arbitrage : Marcus Vinnerborg Christer Karlsson Ola Adamsson Andreas Malmqvist |
| 20 min           | Pénalités | 33 min                      |                                                                              | Arbitrage : Marcus Vinnerborg Christer Karlsson Ola Adamsson Andreas Malmqvist |
| 30               | Tirs | 21                          |                                                                              | Arbitrage : Marcus Vinnerborg Christer Karlsson Ola Adamsson Andreas Malmqvist |

| 17 août 2012 | Frölunda Indians | 3-2 (0–0, 3–2, 0–0) | EV Zoug | Frölundaborg, Göteborg 1 427 spectateurs |

| Feuille de match  | Feuille de match | Feuille de match    | Feuille de match                                                              | Feuille de match                      |
| ----------------- | --- | ------------------- | ----------------------------------------------------------------------------- | ------------------------------------- |
|                   | 29 min 06 s, Tömmernes (Eriksson, Olimb) double SN 36 min 13 s, Olimb (Axelsson, Brunnström) SN 38 min 03 s, Johansson (Sjöström) | 0–1 1–1 2–1 3–1 3–2 | 28 min 23 s, Sutter double IN 39 min 43 s, Wozniewski (Martschini, Casutt) SN | Arbitrage : Sören Persson Mikael Holm |
| Patrick Galbraith | Gardiens | Jussi Markkanen     |                                                                               | Arbitrage : Sören Persson Mikael Holm |
| 8 min             | Pénalités | 12 min              |                                                                               | Arbitrage : Sören Persson Mikael Holm |
| 41                | Tirs | 22                  |                                                                               | Arbitrage : Sören Persson Mikael Holm |

| 18 août 2012 | HIFK | 3-5 (1-1, 2-1, 0-3) | ERC Ingolstadt | Valtti Arena, Vantaa 1 281 spectateurs |

| Feuille de match | Feuille de match | Feuille de match                | Feuille de match | Feuille de match                             |
| ---------------- | --- | ------------------------------- | --- | -------------------------------------------- |
|                  | 10 min 21 s, Pakarinen (Talaja, Liivik) 28 min 14 s, Söderholm (Redenbach) 35 min 09 s, Granlund (Varakas, Eriksson) SN | 0-1 1-1 1-2 2-2 3-2 3-3 3-4 3-5 | 07 min 37 s, Motzko (Gawlik) 27 min 44 s, Barta (Boucher, Sparre) 43 min 55 s, Oblinger (Greilinger, Periard) SN 45 min 57 s, Gawlik (Hager) 57 min 34 s, Oblinger (Ross, Laliberte) | Arbitrage : Jukka Hakkarainen Joonas Pinomaa |
| Mika Norja       | Gardiens | Markus Janka                    | | Arbitrage : Jukka Hakkarainen Joonas Pinomaa |
| 12 min           | Pénalités | 26 min                          | | Arbitrage : Jukka Hakkarainen Joonas Pinomaa |
| 38               | Tirs | 36                              | | Arbitrage : Jukka Hakkarainen Joonas Pinomaa |

| 18 août 2012 | Frölunda Indians | 2-0 (1-0, 0-0, 1-0) | ZSC Lions | Frölundaborg, Göteborg 1 344 spectateurs |

| Feuille de match | Feuille de match                                                                      | Feuille de match | Feuille de match | Feuille de match                          |
| ---------------- | ------------------------------------------------------------------------------------- | ---------------- | ---------------- | ----------------------------------------- |
|                  | 05 min 10 s, Kahnberg (Brunnström, Tömmernes) SN 46 min 50 s, Johansson (Sjöström) IN | 1-0 2-0          |                  | Arbitrage : Marcus Vinnerborg Mikael Holm |
| Julius Hudacek   | Gardiens                                                                              | Tim Wolf         |                  | Arbitrage : Marcus Vinnerborg Mikael Holm |
| 12 min           | Pénalités                                                                             | 10 min           |                  | Arbitrage : Marcus Vinnerborg Mikael Holm |
| 24               | Tirs                                                                                  | 29               |                  | Arbitrage : Marcus Vinnerborg Mikael Holm |

| 18 août 2012 | Färjestad BK | 1-2 (1-1, 0-0, 0-1) | EV Zoug | Löfbergs Lila Arena, Karlstad 1 909 spectateurs |

| Feuille de match           | Feuille de match                 | Feuille de match  | Feuille de match                           | Feuille de match                    |
| -------------------------- | -------------------------------- | ----------------- | ------------------------------------------ | ----------------------------------- |
|                            | 06 min 38 s, Grundel (Johansson) | 1-0 1-1 1-2       | 11 min 47 s, Casutt 42 min 53 s, Holden SN | Arbitrage : Mikael Nord Mikael Holm |
| Fredrik Pettersson-Wentzel | Gardiens                         | Sandro Zurkirchen |                                            | Arbitrage : Mikael Nord Mikael Holm |
| 6 min                      | Pénalités                        | 16 min            |                                            | Arbitrage : Mikael Nord Mikael Holm |
| 40                         | Tirs                             | 12                |                                            | Arbitrage : Mikael Nord Mikael Holm |

| 18 août 2012 | Jokerit | 1-2 (TB) (0-0, 1-1, 0-0, 0-0, 0-1) | Adler Mannheim | Valtti Arena, Vantaa 1 601 spectateurs |

| Feuille de match | Feuille de match        | Feuille de match | Feuille de match                            | Feuille de match                                                        |
| ---------------- | ----------------------- | ---------------- | ------------------------------------------- | ----------------------------------------------------------------------- |
|                  | 13 min 19 s, Ruutu T.P. | 1-0 1-1 1-2      | 18 min 05 s, Mauer (Höfflin, Lehoux) Lehoux | Arbitrage : Mikko Kaukokari Tom Laaksonen Jari Korteniemi Masi Puolakka |
| Eero Kilpeläinen | Gardiens                | Felix Brückmann  |                                             | Arbitrage : Mikko Kaukokari Tom Laaksonen Jari Korteniemi Masi Puolakka |
| 12 min           | Pénalités               | 18 min           |                                             | Arbitrage : Mikko Kaukokari Tom Laaksonen Jari Korteniemi Masi Puolakka |
| 35               | Tirs                    | 25               |                                             | Arbitrage : Mikko Kaukokari Tom Laaksonen Jari Korteniemi Masi Puolakka |

| 19 août 2012 | Jokerit | 2-1 (0-0, 0-1, 2-0) | ERC Ingolstadt | Valtti Arena, Vantaa 1 572 spectateurs |

| Feuille de match | Feuille de match                                                              | Feuille de match | Feuille de match                    | Feuille de match                                                         |
| ---------------- | ----------------------------------------------------------------------------- | ---------------- | ----------------------------------- | ------------------------------------------------------------------------ |
|                  | 40 min 36 s, Ruutu (Nordlund, Pulkkinen) 57 min 20 s, Hardt (Filppula, Moses) | 0-1 1-1 2-1      | 32 min 32 s, Motzko (Bouck, Gawlik) | Arbitrage : Jukka Hakkarainen Mikko Vanninen Jari Korteniemi Joonas Saha |
| Frans Tuohimaa   | Gardiens                                                                      | Ian Gordon       |                                     | Arbitrage : Jukka Hakkarainen Mikko Vanninen Jari Korteniemi Joonas Saha |
| 6 min            | Pénalités                                                                     | 12 min           |                                     | Arbitrage : Jukka Hakkarainen Mikko Vanninen Jari Korteniemi Joonas Saha |
| 30               | Tirs                                                                          | 27               |                                     | Arbitrage : Jukka Hakkarainen Mikko Vanninen Jari Korteniemi Joonas Saha |

| 24 août 2012 | ERC Ingolstadt | 8-5 (4-3, 1-1, 3-1) | Frölunda Indians | Saturn Arena, Ingolstadt 2 125 spectateurs |

| Feuille de match | Feuille de match | Feuille de match                                    | Feuille de match | Feuille de match         |
| ---------------- | --- | --------------------------------------------------- | --- | ------------------------ |
|                  | 02 min 34 s, Periard (Hahn, Hager) double SN 03 min 25 s, Gawlik 11 min 45 s, Gawlik (Ross, Likens) SN 16 min 16 s, Hager (Likens) 35 min 40 s, Hager (Dinger) 55 min 05 s, Hahn (Ficenec, Laliberte) SN 56 min 52 s, Greilinger (Hahn, Hager) 59 min 53 s, Ross (cage vide) | 1-0 2-0 2-1 3-1 4-1 4-2 4-3 4-4 5-4 5-5 6-5 7-5 8-5 | 05 min 51 s, Lasu (Sjöström, Johansson) 17 min 03 s, Brunnström (Olimb, Bäckman) 18 min 35 s, Axelsson (Lynch, Olimb) SN 33 min 48 s, Kahnberg (Lundqvist, Axelsson) 51 min 40 s, Rosseli Olsen (Axelsson) | Arbitrage : Bauer Schimm |
| Markus Janka     | Gardiens | Julius Hudacek                                      | | Arbitrage : Bauer Schimm |
| 24 min           | Pénalités | 34 min                                              | | Arbitrage : Bauer Schimm |
| 35               | Tirs | 22                                                  | | Arbitrage : Bauer Schimm |

| 24 août 2012 | EV Zoug | 4-1 (0-1, 1-0, 3-0) | Jokerit | Bossard Arena, Zoug 3 333 spectateurs |

| Feuille de match | Feuille de match | Feuille de match    | Feuille de match                      | Feuille de match                       |
| ---------------- | --- | ------------------- | ------------------------------------- | -------------------------------------- |
|                  | 30 min 50 s, Suri (Wozniewski, Holden) 45 min 07 s, Casutt (Suri) 55 min 23 s, Wozniewski (Suri) 58 min 34 s, Holden (Casutt, Suri) (cage vide) | 0-1 1-1 2-1 3-1 4-1 | 12 min 06 s, Nordlund (Teräväinen) SN | Arbitrage : Popovic Wassmer Zosso Küng |
| Jussi Markkanen  | Gardiens | Eero Kilpeläinen    |                                       | Arbitrage : Popovic Wassmer Zosso Küng |
| 16 min           | Pénalités | 31 min              |                                       | Arbitrage : Popovic Wassmer Zosso Küng |
| 12               | Tirs | 10                  |                                       | Arbitrage : Popovic Wassmer Zosso Küng |

| 24 août 2012 | ZSC Lions | 3-1 (1-0, 0-1, 2-0) | HIFK | KEK, Küsnacht 1 020 spectateurs |

| Feuille de match | Feuille de match                                                                                            | Feuille de match | Feuille de match                        | Feuille de match                             |
| ---------------- | --- | ---------------- | --------------------------------------- | -------------------------------------------- |
|                  | 11 min 07 s, Brulé (Ambühl, Tambellini) SN 48 min 10 s, Wick (Shannon) 56 min 12 s, Wick (Shannon, Zangger) | 1-0 1-1 2-1 3-1  | 22 min 33 s, Kuhta (Varakas, Melart) IN | Arbitrage : Kämpfer Stricker Dubois Dumoulin |
| Lukas Flüeler    | Gardiens | Joni Ortio       |                                         | Arbitrage : Kämpfer Stricker Dubois Dumoulin |
| 22 min           | Pénalités                                                                                                   | 20 min           |                                         | Arbitrage : Kämpfer Stricker Dubois Dumoulin |
| 31               | Tirs | 23               |                                         | Arbitrage : Kämpfer Stricker Dubois Dumoulin |

| 25 août 2012 | ZSC Lions | 2-3 (0-0, 1-2, 1-1) | Jokerit | KEK, Küsnacht 1 007 spectateurs |

| Feuille de match | Feuille de match                                                                 | Feuille de match    | Feuille de match                                                                                               | Feuille de match                                                   |
| ---------------- | -------------------------------------------------------------------------------- | ------------------- | --- | ------------------------------------------------------------------ |
|                  | 38 min 27 s, Bärtschi (Schäppi, Monnet) SN 58 min 20 s, Schäppi (Monnet, Ambühl) | 0-1 0-2 1-2 1-3 2-3 | 25 min 15 s, Lindell (Rask, Filppula) double SN 34 min 45 s, Väänänen (Moses) SN 50 min 24 s, Ben-Amor (Moses) | Arbitrage : Michael Küng Tobias Wehrli Roger Bürgi Matthias Kehrli |
| Lukas Flüeler    | Gardiens                                                                         | Frans Tuohimaa      | | Arbitrage : Michael Küng Tobias Wehrli Roger Bürgi Matthias Kehrli |
| 16 min           | Pénalités                                                                        | 24 min              | | Arbitrage : Michael Küng Tobias Wehrli Roger Bürgi Matthias Kehrli |
| 20               | Tirs                                                                             | 28                  | | Arbitrage : Michael Küng Tobias Wehrli Roger Bürgi Matthias Kehrli |

| 25 août 2012 | EV Zoug | 5-4 (TB) (2-1, 0-1, 2-2, 0-0, 1-0) | HIFK | Bossard Arena, Zoug 2 508 spectateurs |

| Feuille de match  | Feuille de match | Feuille de match                    | Feuille de match | Feuille de match                                                         |
| ----------------- | --- | ----------------------------------- | --- | ------------------------------------------------------------------------ |
|                   | 02 min 54 s, Lindemann (Christen) 18 min 23 s Casutt (Holden) SN 57 min 26 s, Casutt (Holden, Wozniewski) SN 59 min 06 s, Suri (Wozniewski, Holden) double SN Christen | 1-0 1-1 2-1 2-2 2-3 2-4 3-4 4-4 5-4 | 11 min 25 s, Redenbach (Varakas) 36 min 01 s, Luttinen (Granlund) 51 min 24 s, Peltonen (Granlund, Luttinen) SN 52 min 42 s, Kuhta (Redenbach, Peltonen) double SN | Arbitrage : Stefan Eichmann Marc Wiegand Gilles Mauron Michael Tscherrig |
| Sandro Zurkirchen | Gardiens | Mika Norja                          | | Arbitrage : Stefan Eichmann Marc Wiegand Gilles Mauron Michael Tscherrig |
| 22 min            | Pénalités | 26 min                              | | Arbitrage : Stefan Eichmann Marc Wiegand Gilles Mauron Michael Tscherrig |
| 33                | Tirs | 33                                  | | Arbitrage : Stefan Eichmann Marc Wiegand Gilles Mauron Michael Tscherrig |

| 25 août 2012 | Adler Mannheim | 2-4 (0-1, 0-2, 2-1) | Färjestad BK | SAP Arena, Mannheim 6 458 spectateurs |

| Feuille de match | Feuille de match                                                               | Feuille de match        | Feuille de match | Feuille de match                                                           |
| ---------------- | ------------------------------------------------------------------------------ | ----------------------- | --- | -------------------------------------------------------------------------- |
|                  | 59 min 32 s, Seidenberg (Glumac, Sifers) SN 59 min 49 s, Plachta (Kink, Belle) | 0-1 0-2 0-3 0-4 1-4 2-4 | 09 min 02 s, Tollefsen (Paulsson, Røymark) 18 min 08 s, Lundh (Görtz, Connolly) SN 22 min 36 s, Røymark 57 min 26 s, Lajunen (Grundel, Connolly) | Arbitrage : Marcus Brill Carsten Lenhart Benjamin Hoppe Christopher Hurtik |
| Dennis Endras    | Gardiens                                                                       | Alexander Salak         | | Arbitrage : Marcus Brill Carsten Lenhart Benjamin Hoppe Christopher Hurtik |
| 20 min           | Pénalités                                                                      | 34 min                  | | Arbitrage : Marcus Brill Carsten Lenhart Benjamin Hoppe Christopher Hurtik |
| 27               | Tirs                                                                           | 34                      | | Arbitrage : Marcus Brill Carsten Lenhart Benjamin Hoppe Christopher Hurtik |

| 26 août 2012 | Adler Mannheim | 1-3 (0-2, 0-0, 1-1) | Frölunda Indians | SAP Arena, Mannheim 6 435 spectateurs |

| Feuille de match | Feuille de match                               | Feuille de match  | Feuille de match | Feuille de match                          |
| ---------------- | ---------------------------------------------- | ----------------- | --- | ----------------------------------------- |
|                  | 40 min 28 s, Glumac (MacDonald, Seidenberg) SN | 0-1 0-2 1-2 1-3   | 01 min 02 s, Axelsson (Tömmernes, Lynch) 16 min 09 s, A. Axelsson (Lynch, Olimb) 51 min 19 s, A. Axelsson (Persson, Sjöström) | Arbitrage : Stephan Bauer Carsten Lenhart |
| Felix Brückmann  | Gardiens                                       | Patrick Galbraith | | Arbitrage : Stephan Bauer Carsten Lenhart |
| 30 min           | Pénalités                                      | 12 min            | | Arbitrage : Stephan Bauer Carsten Lenhart |
| 38               | Tirs                                           | 31                | | Arbitrage : Stephan Bauer Carsten Lenhart |

| 26 août 2012 | ERC Ingolstadt | 6-5 (pr) (2-2, 1-1, 2-2, 1-0) | Färjestad BK | Saturn Arena, Ingolstadt 2 185 spectateurs |

| Feuille de match | Feuille de match | Feuille de match                            | Feuille de match | Feuille de match         |
| ---------------- | --- | ------------------------------------------- | --- | ------------------------ |
|                  | 02 min 00 s, Ross (Oblinger) 17 min 53 s Hahn (Greilinger, Ross) SN 39 min 34 s, Fröhlich (Bouck) IN 45 min 01 s, Ficenec 58 min 40 s, Laliberte (Periard, Greilinger) 61 min 09 s, Motzko (Gawlik) | 0-1 1-1 1-2 2-2 2-3 3-3 3-4 4-4 4-5 5-5 6-5 | 00 min 34 s, Lundh (Lajunen, Connolly) 03 min 37 s, Paulsson (Wallin) 22 min 59 s, Lajunen (Connolly, Lee) 42 min 54 s, Lajunen (Connolly) SN 52 min 24 s, Hillding (Tollefsen, Connolly) | Arbitrage : Hascher Vogl |
| Ian Gordon       | Gardiens | Alexander Salak                             | | Arbitrage : Hascher Vogl |
| 30 min           | Pénalités | 39 min                                      | | Arbitrage : Hascher Vogl |
| 32               | Tirs | 30                                          | | Arbitrage : Hascher Vogl |

| 29 août 2012 | ERC Ingolstadt | 4-2 (1-1, 2-1, 1-0) | Adler Mannheim | Saturn Arena, Ingolstadt 2 232 spectateurs |

| Feuille de match | Feuille de match | Feuille de match        | Feuille de match                                                          | Feuille de match                 |
| ---------------- | --- | ----------------------- | ------------------------------------------------------------------------- | -------------------------------- |
|                  | 02 min 32 s, Hahn (Periard, Ross) SN 05 min 54 s, Dinger (Gawlik, Motzko) 33 min 23 s, Motzko (Bouck, Gawlik) 43 min 29 s, Bouck (Hambly, Boucher) | 1-0 2-0 2-1 3-1 3-2 4-2 | 18 min 45 s, Mauer (Ullmann) SN 36 min 11 s, Ullmann (Mitchell, Mauer) SN | Arbitrage : Jablukov Piiechaczek |
| Markus Janka     | Gardiens | Dennis Endras           |                                                                           | Arbitrage : Jablukov Piiechaczek |
| 14 min           | Pénalités | 14 min                  |                                                                           | Arbitrage : Jablukov Piiechaczek |
| 27               | Tirs | 28                      |                                                                           | Arbitrage : Jablukov Piiechaczek |

| 31 août 2012 | HIFK | 3-4 (TB) (1-0, 0-0, 2-3, 0-0, 0-1) | Jokerit | Helsingin Jäähalli, Helsinki 3 976 spectateurs |

| Feuille de match | Feuille de match | Feuille de match            | Feuille de match | Feuille de match                          |
| ---------------- | ---------------- | --------------------------- | ---------------- | ----------------------------------------- |
|                  |                  | 1-0 2-0 3-0 3-1 3-2 3-3 3-4 |                  | Arbitrage : Mikko Kaukokari Tom Laaksonen |
| Joni Ortio       | Gardiens         | Eero Kilpeläinen            |                  | Arbitrage : Mikko Kaukokari Tom Laaksonen |
| 14 min           | Pénalités        | 29 min                      |                  | Arbitrage : Mikko Kaukokari Tom Laaksonen |
| 34               | Tirs             | 50                          |                  | Arbitrage : Mikko Kaukokari Tom Laaksonen |

| 31 août 2012 | Färjestad BK | 3-2 (TB) (0-1, 1-0, 1-1, 0-0, 1-0) | Frölunda Indians | Löfbergs Lila Arena, Karlstad 2 105 spectateurs |

| Feuille de match | Feuille de match                                                          | Feuille de match    | Feuille de match                                                               | Feuille de match                                                      |
| ---------------- | ------------------------------------------------------------------------- | ------------------- | ------------------------------------------------------------------------------ | --------------------------------------------------------------------- |
|                  | 20 min 59 s, Connolly (Åslund) 49 min 07 s, Åslund (Berglund, Lee) Åslund | 0-1 1-1 1-2 2-2 3-2 | 11 min 09 s, Eriksson (Olimb) SN 48 min 46 s, Lundqvist (Bäckman, Kahnberg) SN | Arbitrage : Mikael Holm Per Claesson Fredrik Ulriksson Simon Hillborg |
| Alexander Salák  | Gardiens                                                                  | Július Hudáček      |                                                                                | Arbitrage : Mikael Holm Per Claesson Fredrik Ulriksson Simon Hillborg |
| 29 min           | Pénalités                                                                 | 16 min              |                                                                                | Arbitrage : Mikael Holm Per Claesson Fredrik Ulriksson Simon Hillborg |
| 41               | Tirs                                                                      | 29                  |                                                                                | Arbitrage : Mikael Holm Per Claesson Fredrik Ulriksson Simon Hillborg |

| 31 août 2012 | Adler Mannheim | 4-3 (TB) (1-2, 1-1, 1-0, 0-0, 1-0) | ERC Ingolstadt | SAP Arena, Mannheim 6 154 spectateurs |

| Feuille de match | Feuille de match | Feuille de match            | Feuille de match                                                                                                | Feuille de match                             |
| ---------------- | --- | --------------------------- | --- | -------------------------------------------- |
|                  | 18 min 31 s, Glumac (MacDonald, Kink) 18 min 58 s, Magowan (Ullmann, Mitchell) 42 min 36 s, Mauer (Arendt, Goc) Mauer | 0-1 0-2 1-2 2-2 2-3 3-3 4-3 | 01 min 06 s, Ross (Laliberte) 16 min 48 s, Oblinger (Likens, Sparre) SN 21 min 15 s, Laliberte (Oblinger, Ross) | Arbitrage : Lars Brüggemann Markus Krawinkel |
| Dennis Endras    | Gardiens | Ian Gordon                  | | Arbitrage : Lars Brüggemann Markus Krawinkel |
| 18 min           | Pénalités | 14 min                      | | Arbitrage : Lars Brüggemann Markus Krawinkel |
| 37               | Tirs | 31                          | | Arbitrage : Lars Brüggemann Markus Krawinkel |

| 31 août 2012 | EV Zoug | 4-1 (2-1, 0-0, 2-0) | ZSC Lions | Bossard Arena, Zoug 3 112 spectateurs |

| Feuille de match | Feuille de match | Feuille de match    | Feuille de match           | Feuille de match                                            |
| ---------------- | --- | ------------------- | -------------------------- | ----------------------------------------------------------- |
|                  | 06 min 23 s, Suri (Holden, Chiesa) SN 13 min 37 s, Helbling (Christen, Casutt) 19 min 15 s, Christen (Omark, Chiesa) SN 52 min 28 s, Lüthi (Lindemann, Lammer) | 1-0 1-1 2-1 3-1 4-1 | 13 min 01 s, Maurer (Wick) | Arbitrage : Brent Reiber Marc Wiegand Peter Küng Simon Wüst |
| Jussi Markkanen  | Gardiens | Tim Wolf            |                            | Arbitrage : Brent Reiber Marc Wiegand Peter Küng Simon Wüst |
| 18 min           | Pénalités | 14 min              |                            | Arbitrage : Brent Reiber Marc Wiegand Peter Küng Simon Wüst |
| 34               | Tirs | 19                  |                            | Arbitrage : Brent Reiber Marc Wiegand Peter Küng Simon Wüst |

| 1er septembre 2012 | Frölunda Indians | 2-3 (TB) (0-0, 0-1, 2-1, 0-0, 0-1) | Färjestad BK | Frölundaborg, Göteborg 3 151 spectateurs |

| Feuille de match  | Feuille de match                                                                          | Feuille de match           | Feuille de match                                                                      | Feuille de match                          |
| ----------------- | ----------------------------------------------------------------------------------------- | -------------------------- | ------------------------------------------------------------------------------------- | ----------------------------------------- |
|                   | 47 min 59 s, Lynch (Brunnström, Kahnberg) SN 55 min 59 s, Kahnberg (Lundqvist, Galbraith) | 0-1 1-1 2-1 2-2 2-3        | 38 min 56 s, Berglund (Connolly, Lee) SN 59 min 54 s, Wallin (Berglund, Connolly) Lee | Arbitrage : Morgan Johansson Marcus Linde |
| Patrick Galbraith | Gardiens                                                                                  | Fredrik Pettersson-Wentzel |                                                                                       | Arbitrage : Morgan Johansson Marcus Linde |
| 10 min            | Pénalités                                                                                 | 16 min                     |                                                                                       | Arbitrage : Morgan Johansson Marcus Linde |
| 38                | Tirs                                                                                      | 36                         |                                                                                       | Arbitrage : Morgan Johansson Marcus Linde |

| 1er septembre 2012 | Jokerit | 5-1 (2-1, 1-0, 2-0) | HIFK | Hartwall Arena, Helsinki 4 671 spectateurs |

| Feuille de match | Feuille de match | Feuille de match        | Feuille de match                    | Feuille de match                             |
| ---------------- | --- | ----------------------- | ----------------------------------- | -------------------------------------------- |
|                  | 05 min 30 s, Pulkkinen (Lindell, Eronen) SN 12 min 49 s, Filppula (Nordlund, Hahl) SN 21 min 01 s, Filppula (Moses, Nordlund) double SN 52 min 52 s, Eronen (Teräväinen, Pulkkinen) SN 59 min 06 s, Eaves IN (cage vide) | 1-0 1-1 2-1 3-1 4-1 5-1 | 11 min 30 s, Somervuori (Liivik) SN | Arbitrage : Jukka Hakkarainen Mikko Vanninen |
| Frans Tuohimaa   | Gardiens | Mika Norja              |                                     | Arbitrage : Jukka Hakkarainen Mikko Vanninen |
| 129 min          | Pénalités | 148 min                 |                                     | Arbitrage : Jukka Hakkarainen Mikko Vanninen |
| 49               | Tirs | 30                      |                                     | Arbitrage : Jukka Hakkarainen Mikko Vanninen |

| 1er septembre 2012 | ZSC Lions | 2-4 (1-1, 1-2, 0-1) | EV Zoug | KEBO, Zurich-Oerlikon 1 206 spectateurs |

| Feuille de match | Feuille de match                                                                   | Feuille de match        | Feuille de match | Feuille de match                                     |
| ---------------- | ---------------------------------------------------------------------------------- | ----------------------- | --- | ---------------------------------------------------- |
|                  | 16 min 31 s, Tambellini (Blindenbacher, Eigenmann) SN 37 min 17 s, Schäppi (Bastl) | 0-1 1-1 1-2 2-2 2-3 2-4 | 01 min 14 s, Holden (Suri, Omark) 21 min 32 s, Casutt (Sutter, Christen) 38 min 57 s, Omark (Chiesa, Holden) 50 min 16 s, Blaser (Suri, Omark) IN | Arbitrage : Danny Kurmann Nicolas Fluri Joris Müller |
| Lukas Flüeler    | Gardiens                                                                           | Sandro Zurkirchen       | | Arbitrage : Danny Kurmann Nicolas Fluri Joris Müller |
| 45 min           | Pénalités                                                                          | 37 min                  | | Arbitrage : Danny Kurmann Nicolas Fluri Joris Müller |
| 41               | Tirs                                                                               | 36                      | | Arbitrage : Danny Kurmann Nicolas Fluri Joris Müller |

| 6 septembre 2012 | HIFK | 0-4 (0-0, 0-3, 0-1) | Färjestad BK | Helsingin Jäähalli, Helsinki 1 411 spectateurs |

| Feuille de match | Feuille de match | Feuille de match | Feuille de match | Feuille de match                                                      |
| ---------------- | ---------------- | ---------------- | --- | --------------------------------------------------------------------- |
|                  |                  | 0-1 0-2 0-3 0-4  | 31 min 38 s, Nygren (Åslund, Fröberg) 31 min 57 s, Nygren (Paulsson, Wallin) 34 min 31 s, Paulsson (Johansson, Lee) SN 48 min 47 s, Berglund (Lee) | Arbitrage : Jukka Hakkarainen Joonas Pinomaa Tuukka Holma Joonas Saha |
| Joni Ortio       | Gardiens         | Alexander Salak  | | Arbitrage : Jukka Hakkarainen Joonas Pinomaa Tuukka Holma Joonas Saha |
| 26 min           | Pénalités        | 18 min           | | Arbitrage : Jukka Hakkarainen Joonas Pinomaa Tuukka Holma Joonas Saha |
| 22               | Tirs             | 39               | | Arbitrage : Jukka Hakkarainen Joonas Pinomaa Tuukka Holma Joonas Saha |

| 7 septembre 2012 | Jokerit | 7-1 (3-1, 4-0, 0-0) | Frölunda Indians | Hartwall Arena, Helsinki 3 052 spectateurs |

| Feuille de match | Feuille de match | Feuille de match                 | Feuille de match                             | Feuille de match                    |
| ---------------- | --- | -------------------------------- | -------------------------------------------- | ----------------------------------- |
|                  | 07 min 26 s, Eronen (Eaves, Pulkkinen) 08 min 24 s, Eronen (Ruuttu) 18 min 23 s, Henritius (Moses, Dehner) 20 min 33 s, Moses (Filppula, Eaves) 23 min 00 s, Rask (Pulkkinen, Teräväinen) 30 min 22 s, Moses (Filppula, Rask) SN 34 min 39 s, Pulkkinen (Rask, Teräväinen) | 1-0 1-1 2-1 3-1 4-1 5-1 6-1 7-1  | 08 min 04 s, Sjöström (Persson, Eriksson) SN | Arbitrage : M.Kaukokari T.Laaksonen |
| Eero Kilpeläinen | Gardiens | Patrick Galbraith Julius Hudacek |                                              | Arbitrage : M.Kaukokari T.Laaksonen |
| 6 min            | Pénalités | 6 min                            |                                              | Arbitrage : M.Kaukokari T.Laaksonen |
| 34               | Tirs | 25                               |                                              | Arbitrage : M.Kaukokari T.Laaksonen |

| 7 septembre 2012 | EV Zoug | 5-4 (pr) (3-0, 0-2, 1-2, 1-0) | ERC Ingolstadt | Bossard Arena, Zoug 3 134 spectateurs |

| Feuille de match | Feuille de match | Feuille de match                    | Feuille de match | Feuille de match                                                |
| ---------------- | --- | ----------------------------------- | --- | --------------------------------------------------------------- |
|                  | 03 min 53 s, Fischer (Helbling, Holden) 11 min 19 s, Casutt (Linus Omark) SN 19 min 05 s, Casutt (Holden, Wozniewski) double SN 48 min 39 s, Sutter (Christen, Blaser) 61 min 00 s, Wozniewski (Schnyder, Holden) | 1-0 2-0 3-0 3-1 3-2 4-2 4-3 4-4 5-4 | 31 min 27 s, Periard (Greilinger, Dinger) SN 33 min 12 s, Laliberte (Ross, Periard) SN 53 min 15 s, Laliberte (Ficenec, Periard) 59 min 14 s, Laliberte (Motzko, Greilinger) | Arbitrage : Marco Prugger Brent Reiber Roman Kaderli Simon Wüst |
| Jussi Markkanen  | Gardiens | Markus Janka                        | | Arbitrage : Marco Prugger Brent Reiber Roman Kaderli Simon Wüst |
| 18 min           | Pénalités |                                     | | Arbitrage : Marco Prugger Brent Reiber Roman Kaderli Simon Wüst |
| 19               | Tirs | 27                                  | | Arbitrage : Marco Prugger Brent Reiber Roman Kaderli Simon Wüst |

| 7 septembre 2012 | ZSC Lions | 3-2 (1-0, 1-0, 1-2) | Adler Mannheim | KEK, Küsnacht 1 050 spectateurs |

| Feuille de match | Feuille de match                                                                                              | Feuille de match    | Feuille de match                                                         | Feuille de match                                                       |
| ---------------- | --- | ------------------- | ------------------------------------------------------------------------ | ---------------------------------------------------------------------- |
|                  | 17 min 54 s, Wick (Flüeler) 39 min 51 s, Ambühl (Tambellini) IN 52 min 00 s, Baltisberger (Trachsler, Monnet) | 1-0 2-0 2-1 2-2 3-2 | 45 min 59 s, Plachta (Kettemer) 46 min 47 s, Ullmann (Mitchell, Magowan) | Arbitrage : Andreas Koch Danny Kurmann Andreas Abegglen Michael Rohrer |
| Lukas Flüeler    | Gardiens | Dennis Endras       |                                                                          | Arbitrage : Andreas Koch Danny Kurmann Andreas Abegglen Michael Rohrer |
| 35 min           | Pénalités | 72 min              |                                                                          | Arbitrage : Andreas Koch Danny Kurmann Andreas Abegglen Michael Rohrer |
| 45               | Tirs | 22                  |                                                                          | Arbitrage : Andreas Koch Danny Kurmann Andreas Abegglen Michael Rohrer |

| 16 octobre 2012 | Adler Mannheim | 5-4 (1-1, 1-1, 3-2) | EV Zoug | SAP Arena, Mannheim 5 935 spectateurs |

| Feuille de match | Feuille de match | Feuille de match                    | Feuille de match | Feuille de match                  |
| ---------------- | --- | ----------------------------------- | --- | --------------------------------- |
|                  | 12 min 13 s, Ullmann (Mitchell, Y. Seidenberg) 33 min 25 s, Mitchell (Y. Seidenberg, N. Goc) SN 44 min 23 s, Mauer (M. Goc, D. Seidenberg) 46 min 58 s, Sifers (D. Seidenberg, M. Goc) 53 min 16 s, MacDonald (Wagner, Ullmann) SN | 0-1 1-1 2-1 2-2 3-2 4-2 4-3 5-3 5-4 | 06 min 56 s, Zetterberg (Brunner, Omark) 39 min 28 s, Holden (Omark, Lammer) double SN 50 min 07 s, Zetterberg (Brunner, Omark) 58 min 44 s, Brunner (Zetterberg, Wozniewski) | Arbitrage : Brüggemann Piechazcek |
| Felix Brückmann  | Gardiens | Robin Kuonen                        | | Arbitrage : Brüggemann Piechazcek |
| 14 min           | Pénalités | 10 min                              | | Arbitrage : Brüggemann Piechazcek |
| 33               | Tirs | 42                                  | | Arbitrage : Brüggemann Piechazcek |

| 22 octobre 2012 | Frölunda Indians | 0-8 (0-3, 0-1, 0-4) | HIFK | Frölundaborg, Göteborg 818 spectateurs |

| Feuille de match  | Feuille de match | Feuille de match                | Feuille de match | Feuille de match |
| ----------------- | ---------------- | ------------------------------- | --- | ---------------- |
|                   |                  | 0-1 0-2 0-3 0-4 0-5 0-6 0-7 0-8 | 04 min 55 s Salmi (Eriksson) 13 min 55 s Peltonen (Kuhta, O'Sullivan) 15 min 38 s Liivik (Tuohilampi) 22 min 55 s Talaja (Granlund, Eriksson) 45 min 18 s Luttinen (Varakas) 49 min 47 s Pakarinen (Liivik) 51 min 03 s Luttinen (Somervuori) 53 min 09 s Talaja (Varakas) SN |                  |
| Patrick Galbraith | Gardiens         | Mika Norja                      | |                  |
| 2 min             | Pénalités        | 6 min                           | |                  |
| 30                | Tirs             | 35                              | |                  |

| 28 octobre 2012 | Färjestad BK | 4-1 (1-1, 2-0, 1-0) | Jokerit | Löfbergs Lila Arena, Karlstad 4 439 spectateurs |

| Feuille de match | Feuille de match | Feuille de match    | Feuille de match                                  | Feuille de match                                                         |
| ---------------- | --- | ------------------- | ------------------------------------------------- | ------------------------------------------------------------------------ |
|                  | 01 min 05 s, Åslund (Hillding, Johansson) 31 min 14 s, Lundh (Wallin) 38 min 12 s, Nygren (Lee, Johansson) SN 58 min 35 s, Holtet (Berglund) cage vide | 1-0 1-1 2-1 3-1 4-1 | 18 min 32 s, Moses (Ilari Filppula, Teemu Eronen) | Arbitrage : Pehr Claesson David Bergman Fredrik Ulriksson Daniel Persson |
| Alexander Salak  | Gardiens | Eero Kilpeläinen    |                                                   | Arbitrage : Pehr Claesson David Bergman Fredrik Ulriksson Daniel Persson |
| 8 min            | Pénalités | 6 min               |                                                   | Arbitrage : Pehr Claesson David Bergman Fredrik Ulriksson Daniel Persson |
| 38               | Tirs | 25                  |                                                   | Arbitrage : Pehr Claesson David Bergman Fredrik Ulriksson Daniel Persson |

| Clt   | Équipe         | PJ | V | VP | D | DP | BP | BC | Diff | Pts |
| ----- | -------------- | -- | - | -- | - | -- | -- | -- | ---- | --- |
| +001, | Färjestads BK  | 8  | 4 | 2  | 1 | 1  | 29 | 17 | +12  | 17  |
| +002, | EV Zoug        | 8  | 4 | 2  | 2 | 0  | 30 | 21 | +9   | 16  |
| +003, | Jokerit        | 8  | 4 | 1  | 2 | 1  | 24 | 18 | +14  | 15  |
| +004, | ERC Ingolstadt | 8  | 2 | 1  | 1 | 3  | 34 | 30 | +4   | 14  |
| +005, | Frölunda HC    | 8  | 3 | 0  | 3 | 2  | 18 | 32 | -14  | 11  |
| +006, | HIFK           | 8  | 2 | 0  | 4 | 2  | 24 | 26 | -2   | 8   |
| +007, | ZSC Lions      | 8  | 2 | 1  | 5 | 0  | 17 | 24 | -7   | 8   |
| +008, | Adler Mannheim | 8  | 1 | 2  | 5 | 0  | 18 | 26 | -8   | 7   |

- Qualifié pour les quarts de finale

### Division Nord
| 17 août 2012 | Oulun Kärpät | 3-5 (2–1, 0–2, 1–2) | EC Red Bull Salzbourg | Kajaani Arena, Kajaani 948 spectateurs |

| Feuille de match | Feuille de match | Feuille de match                | Feuille de match | Feuille de match                                                         |
| ---------------- | --- | ------------------------------- | --- | ------------------------------------------------------------------------ |
|                  | 01 min 03 s, Kähkönen (Viuhkola, Salomäki) 04 min 17 s, Pokka (Komulainen) SN 43 min 35 s, Ohtamaa (Norman, Kähkönen) | 1–0 2–0 2–1 2–2 2–3 3–3 3–4 3–5 | 09 min 11 s, Glenn (Kinasewich, Duncan) 20 min 44 s, Duncan (Glenn) SN 32 min 45 s, Kinasewich (Glenn, Duncan) SN 46 min 22 s, Trattnig (Komarek) SN 59 min 11 s, Raffl (Lupaschuk, Latusa) IN (cage vide) | Arbitrage : Vesa Keränen Tuomo Sorakangas Lasse Lappalainen Samuli Orava |
| Johan Backlund   | Gardiens | Alex Auld                       | | Arbitrage : Vesa Keränen Tuomo Sorakangas Lasse Lappalainen Samuli Orava |
| 14 min           | Pénalités | 16 min                          | | Arbitrage : Vesa Keränen Tuomo Sorakangas Lasse Lappalainen Samuli Orava |
| 51               | Tirs | 34                              | | Arbitrage : Vesa Keränen Tuomo Sorakangas Lasse Lappalainen Samuli Orava |

| 17 août 2012 | Luleå Hockey | 5-2 (2–1, 1–0, 2–1) | HC České Budějovice | Coop Norrbotten Arena, Luleå 3 305 spectateurs |

| Feuille de match | Feuille de match | Feuille de match            | Feuille de match                                       | Feuille de match                                                  |
| ---------------- | --- | --------------------------- | ------------------------------------------------------ | ----------------------------------------------------------------- |
|                  | 01 min 52 s, Cam Abbott (Ch. Abbott) 13 min 14 s, Koivisto (Olausson, Skrbek) SN 33 min 44 s, Cam Abbott (Olausson, Klasen) double SN 43 min 10 s, Olausson (Jacobsson) 59 min 13 s, Fabricius cage vide | 1–0 2–0 2–1 3–1 4–1 4–2 5–2 | 17 min 16 s, Dej IN 48 min 22 s, Vrablik (Dej, Soudek) | Arbitrage : Tobias Björk Linus Öhlund Jan Sandström Johannes Käck |
| Johan Gustafsson | Gardiens | Jakub Kovář                 |                                                        | Arbitrage : Tobias Björk Linus Öhlund Jan Sandström Johannes Käck |
| 6 min            | Pénalités | 18 min                      |                                                        | Arbitrage : Tobias Björk Linus Öhlund Jan Sandström Johannes Käck |
| 32               | Tirs | 21                          |                                                        | Arbitrage : Tobias Björk Linus Öhlund Jan Sandström Johannes Käck |

| 17 août 2012 | Eisbären Berlin | 6-4 (3–0, 3–3, 0–1) | HC Plzen 1929 | O2 World, Berlin 7 200 spectateurs |

| Feuille de match | Feuille de match | Feuille de match                        | Feuille de match | Feuille de match                         |
| ---------------- | --- | --------------------------------------- | --- | ---------------------------------------- |
|                  | 14 min 55 s, Bielke (Schlenker, Haase) 16 min 19 s, Hördler (T.J. Mulock, Rankel) 18 min 07 s, Talbot (Tallackson, Busch) 21 min 56 s, Talbot (Foy, Tallackson) SN 24 min 00 s, Weiß (Katic, Haase) 26 min 54 s, T.J. Mulock (Rankel, Sharrow) IN | 1–0 2–0 3–0 4–0 5–0 6–0 6–1 6–2 6–3 6–4 | 37 min 32 s, Kratena (Mozik) IN 38 min 21 s, Pletka (Dvorak, Mozik) 39 min 29 s, Kovar (Gulas, Hanzlik) 59 min 14 s, Jerabek (Ruzicka) | Arbitrage : Marcus Brill Carsten Lenhart |
| Rob Zepp         | Gardiens | Adam Svoboda Marek Mazanec              | | Arbitrage : Marcus Brill Carsten Lenhart |
| 6 min            | Pénalités | 47 min                                  | | Arbitrage : Marcus Brill Carsten Lenhart |
| 31               | Tirs | 34                                      | | Arbitrage : Marcus Brill Carsten Lenhart |

| 17 août 2012 | Hambourg Freezers | 7-3 (2–1, 1–1, 4–1) | HC Kometa Brno | Kunsteisstadion, Crimmitschau 1 257 spectateurs |

| Feuille de match | Feuille de match | Feuille de match                        | Feuille de match                                                                                                   | Feuille de match                                                    |
| ---------------- | --- | --------------------------------------- | --- | ------------------------------------------------------------------- |
|                  | 04 min 34 s, Flaake 07 min 52 s, Reid (Murphy, Köppchen) 39 min 33 s, Flaake (Wolf) 42 min 16 s, Schmidt (Flaake, Wolf) 42 min 40 s, Dolak (Jakobsen, Möchel) 49 min 28 s, Jakobsen (Dolak, Roy) 57 min 00 s, Festerling (Wolf, Flaake) | 0–1 1–1 2–1 2–2 3–2 4–2 5–2 5–3 6–3 7–3 | 01 min 59 s, Zohorna (Koreis, Holec) SN 35 min 32 s, Dlouhy (Kovacik, Erat) 53 min 56 s, Holec (Valabik, Malec) SN | Arbitrage : Richard Schütz Jens Steinecke Andreas Flad Sirko Schulz |
| Niklas Treutle   | Gardiens | Martin Falter                           | | Arbitrage : Richard Schütz Jens Steinecke Andreas Flad Sirko Schulz |
| 26 min           | Pénalités | 40 min                                  | | Arbitrage : Richard Schütz Jens Steinecke Andreas Flad Sirko Schulz |
| 25               | Tirs | 23                                      | | Arbitrage : Richard Schütz Jens Steinecke Andreas Flad Sirko Schulz |

| 19 août 2012 | Hambourg Freezers | 3-2 (3-0, 0-1, 0-1) | HC Plzen 1929 | Eisarena Bremerhaven, Bremerhaven 1 412 spectateurs |

| Feuille de match   | Feuille de match | Feuille de match    | Feuille de match                                                        | Feuille de match                     |
| ------------------ | --- | ------------------- | ----------------------------------------------------------------------- | ------------------------------------ |
|                    | 06 min 44 s, Westcott (Schubert, Pettinger) SN 19 min 07 s, Oppenheimer (Schubert, Westcott) SN 19 min 31 s, Murphy (Reid, Jakobsen) | 1-0 2-0 3-0 3-1 3-2 | 31 min 37 s, Johnson (Hollweg) 40 min 49 s, Hanzlik (Gulas, Johnson) IN | Arbitrage : Steffen Klau Ramin Yazdi |
| Dimitrij Kotschnew | Gardiens | Marek Mazanec       |                                                                         | Arbitrage : Steffen Klau Ramin Yazdi |
| 66 min             | Pénalités | 96 min              |                                                                         | Arbitrage : Steffen Klau Ramin Yazdi |
| 46                 | Tirs | 36                  |                                                                         | Arbitrage : Steffen Klau Ramin Yazdi |

| 19 août 2012 | Eisbären Berlin | 6-1 (1-0, 4-0, 1-1) | HC Kometa Brno | O2 World, Berlin 6 200 spectateurs |

| Feuille de match | Feuille de match | Feuille de match            | Feuille de match                    | Feuille de match                              |
| ---------------- | --- | --------------------------- | ----------------------------------- | --------------------------------------------- |
|                  | 07 min 23 s, Foy (Sharrow, Tallackson) SN 20 min 46 s, Sharrow (T. J. Mulock, Baxmann) 21 min 54 s, Ty. Mulock (Foy, Braun) 23 min 02 s, Katic (Ty. Mulock, T.J. Mulock) SN 35 min 39 s, Matt Foy (Jimmy Sharrow, Mark Katic) SN 47 min 20 s, Foy (Ty. Mulock, Braun) SN | 1-0 2-0 3-0 4-0 5-0 6-0 6-1 | 49 min 14 s, Holec (Koreis, Kadela) | Arbitrage : Gordon Schukies Markus Krahwinkel |
| Rob Zepp         | Gardiens | Martin Falter               |                                     | Arbitrage : Gordon Schukies Markus Krahwinkel |
| 6 min            | Pénalités | 37 min                      |                                     | Arbitrage : Gordon Schukies Markus Krahwinkel |
| 22               | Tirs | 28                          |                                     | Arbitrage : Gordon Schukies Markus Krahwinkel |

| 19 août 2012 | Luleå Hockey | 7-2 (4-2, 1-0, 2-0) | EC Red Bull Salzbourg | Coop Norrbotten Arena, Luleå 3 909 spectateurs |

| Feuille de match | Feuille de match | Feuille de match                    | Feuille de match                                                             | Feuille de match                                                   |
| ---------------- | --- | ----------------------------------- | ---------------------------------------------------------------------------- | ------------------------------------------------------------------ |
|                  | 03 min 57 s, Hedman (Ch. Abbott, Cam Abbott) 12 min 32 s, Mannberg (Jacobsson, Kilström) 17 min 18 s, Cam Abbott TP 19 min 39 s, Koivisto (Olausson, Gunnarsson) 31 min 46 s, Fabricius (Vihko, Fransson) 46 min 24 s, Sandström (Jakobs, Olausson) 57 min 51 s, Koivisto (Jakobs, Fransson) double SN | 1-0 2-0 2-1 3-1 3-2 4-2 5-2 6-2 7-2 | 15 min 48 s, Kinasewich (Regier) 19 min 08 s, DiBenedetto (Keller, Glenn) SN | Arbitrage : Tobias Björk Linus Öhlund Tomas Ahlström Johannes Käck |
| David Rautio     | Gardiens | Alex Auld Shawn Hunwick             |                                                                              | Arbitrage : Tobias Björk Linus Öhlund Tomas Ahlström Johannes Käck |
| 62 min           | Pénalités | 49 min                              |                                                                              | Arbitrage : Tobias Björk Linus Öhlund Tomas Ahlström Johannes Käck |
| 41               | Tirs | 21                                  |                                                                              | Arbitrage : Tobias Björk Linus Öhlund Tomas Ahlström Johannes Käck |

| 19 août 2012 | Oulun Kärpät | 3-1 (1-0, 1-0, 1-1) | HC České Budějovice | Raahe Ice Arena, Raahe 936 spectateurs |

| Feuille de match | Feuille de match | Feuille de match | Feuille de match               | Feuille de match                           |
| ---------------- | --- | ---------------- | ------------------------------ | ------------------------------------------ |
|                  | 08 min 52 s, Kähkönen (Haataja, Plihal) SN 25 min 08 s, Plihal (Mäntymaa, Haataja) SN 59 min 31 s, Plihal (Kähkönen) cage vide | 1-0 2-0 2-1 3-1  | 08 min 57 s, Kotalík (Simanek) | Arbitrage : Hannu Henriksson Anssi Salonen |
| Tomi Karhunen    | Gardiens | Lukas Sablik     |                                | Arbitrage : Hannu Henriksson Anssi Salonen |
| 6 min            | Pénalités | 14 min           |                                | Arbitrage : Hannu Henriksson Anssi Salonen |
| 41               | Tirs | 44               |                                | Arbitrage : Hannu Henriksson Anssi Salonen |

| 21 août 2012 | Luleå Hockey | 3-1 (1-0, 0-1, 2-0) | Oulun Kärpät | Coop Norrbotten Arena, Luleå 4 065 spectateurs |

| Feuille de match | Feuille de match                                                                                       | Feuille de match | Feuille de match      | Feuille de match                                                   |
| ---------------- | --- | ---------------- | --------------------- | ------------------------------------------------------------------ |
|                  | 17 min 33 s, Jakobs 50 min 12 s, Fogström (Vihko) 58 min 27 s, Hedman (Fogström, Berglund) (cage vide) | 1-0 1-1 2-1 3-1  | 06 min 07 s, Huovinen | Arbitrage : Mikael Noord Pehr Claesson Jan Sandström Johannes Käck |
| Johan Gustafsson | Gardiens                                                                                               | Johan Backlund   |                       | Arbitrage : Mikael Noord Pehr Claesson Jan Sandström Johannes Käck |
| 10 min           | Pénalités                                                                                              | 0 min            |                       | Arbitrage : Mikael Noord Pehr Claesson Jan Sandström Johannes Käck |
| 20               | Tirs                                                                                                   | 23               |                       | Arbitrage : Mikael Noord Pehr Claesson Jan Sandström Johannes Käck |

| 24 août 2012 | HC Plzen 1929 | 3-2 (pr) (1-1, 1-0, 0-1, 1-0) | Oulun Kärpät | ČEZ Arena, Plzeň 1 607 spectateurs |

| Feuille de match | Feuille de match | Feuille de match    | Feuille de match                                                                        | Feuille de match                          |
| ---------------- | --- | ------------------- | --------------------------------------------------------------------------------------- | ----------------------------------------- |
|                  | 00 min 53 s, Johnson (Gulas, Havlicek) 27 min 18 s, Pletka (Kovar, Jerabek) SN 60 min 35 s, Kratena (Jerabek, Mozik) | 1-0 1-1 2-1 2-2 3-2 | 05 min 24 s, Halava (Eklund, Kemppainen) 40 min 00 s, Junttila (Donskoi, Komulainen) SN | Arbitrage : Sindler Svoboda Jelinek Pesek |
| Adam Svoboda     | Gardiens | Johan Backlund      |                                                                                         | Arbitrage : Sindler Svoboda Jelinek Pesek |
| 8 min            | Pénalités | 24 min              |                                                                                         | Arbitrage : Sindler Svoboda Jelinek Pesek |
| 28               | Tirs | 30                  |                                                                                         | Arbitrage : Sindler Svoboda Jelinek Pesek |

| 24 août 2012 | HC České Budějovice | 4-3 (1-1, 2-0, 1-2) | Hambourg Freezers | Budvar aréna, České Budějovice 750 spectateurs |

| Feuille de match | Feuille de match | Feuille de match            | Feuille de match                                                                | Feuille de match                       |
| ---------------- | --- | --------------------------- | ------------------------------------------------------------------------------- | -------------------------------------- |
|                  | 08 min 26 s, Kasparik (Podlesak, Mertl) 16 min 19 s, Langhammer (Ptacek, Dej) SN 25 min 00 s, Kveton (Ptacek, Langhammer) SN 35 min 57 s, Kveton SN | 0-1 1-1 2-1 2-2 3-2 4-2 4-3 | 07 min 44 s, Pettinger IN 18 min 36 s, Pettinger 41 min 35 s, Wolf (Festerling) | Arbitrage : Homola Polák Jindra Skopal |
| Lukas Sablik     | Gardiens | Dimitrij Kotschnew          |                                                                                 | Arbitrage : Homola Polák Jindra Skopal |
| 16 min           | Pénalités | 18 min                      |                                                                                 | Arbitrage : Homola Polák Jindra Skopal |
| 33               | Tirs | 26                          |                                                                                 | Arbitrage : Homola Polák Jindra Skopal |

| 24 août 2012 | HC Kometa Brno | 2-6 (2-3, 0-0, 0-3) | Luleå Hockey | Kajot Arena, Brno 1 727 spectateurs |

| Feuille de match | Feuille de match                                                         | Feuille de match                | Feuille de match | Feuille de match                          |
| ---------------- | ------------------------------------------------------------------------ | ------------------------------- | --- | ----------------------------------------- |
|                  | 17 min 30 s, Holec (Hruška, Valabik) 19 min 49 s, Holec (Hruška, Koreis) | 0-1 0-2 0-3 1-3 2-3 2-4 2-5 2-6 | 06 min 20 s, Skrbek (Koivisto) 08 min 50 s, Persson (Olausson, Hirschovits) SN 16 min 58 s, Cam Abbott (Gunnarsson, Ch. Abbott) 41 min 35 s, Koivisto (Hedman, Olausson) 54 min 37 s, Vihko (Ch. Abbott) IN 58 min 08 s, Koivisto | Arbitrage : Sir Mikula Hlavaty Tosenovjan |
| Martin Falter    | Gardiens                                                                 | David Rautio                    | | Arbitrage : Sir Mikula Hlavaty Tosenovjan |
| 12 min           | Pénalités                                                                | 14 min                          | | Arbitrage : Sir Mikula Hlavaty Tosenovjan |
| 20               | Tirs                                                                     | 26                              | | Arbitrage : Sir Mikula Hlavaty Tosenovjan |

| 24 août 2012 | EC Red Bull Salzbourg | 1-4 (0-1, 0-2, 1-1) | Eisbären Berlin | Eisarena Salzbourg, Salzbourg 2 689 spectateurs |

| Feuille de match | Feuille de match         | Feuille de match    | Feuille de match | Feuille de match                                                          |
| ---------------- | ------------------------ | ------------------- | --- | ------------------------------------------------------------------------- |
|                  | 58 min 25 s, Pallestrang | 0-1 0-2 0-3 1-3 1-4 | 15 min 17 s, Arniel (T. J. Mulock, Katic) SN 23 min 55 s, Rankel (Christensen, T.J. Mulock) 37 min 35 s, Sharrow (Baxmann, Talbot) 59 min 23 s, Sharrow IN | Arbitrage : Roland Kellner Christian Potocan Oscar Johnston Andreas Siegl |
| Alex Auld        | Gardiens                 | Rob Zepp            | | Arbitrage : Roland Kellner Christian Potocan Oscar Johnston Andreas Siegl |
| 20 min           | Pénalités                | 12 min              | | Arbitrage : Roland Kellner Christian Potocan Oscar Johnston Andreas Siegl |
| 52               | Tirs                     | 38                  | | Arbitrage : Roland Kellner Christian Potocan Oscar Johnston Andreas Siegl |

| 26 août 2012 | HC Kometa Brno | 2-3 (TB) (0-0, 1-1, 1-1, 0-0, 0-1) | Oulun Kärpät | Kajot Arena, Brno 1 546 spectateurs |

| Feuille de match | Feuille de match                                                | Feuille de match    | Feuille de match                                                                              | Feuille de match                          |
| ---------------- | --------------------------------------------------------------- | ------------------- | --------------------------------------------------------------------------------------------- | ----------------------------------------- |
|                  | 34 min 48 s, Cermak (Bicanek, Erat) 56 min 44 s, Erat (Divisek) | 1-0 1-1 1-2 2-2 2-3 | 38 min 17 s, Viuhkola (Ohtamaa, Kähkönen) 50 min 35 s, Plihal (Haataja, Lehtonen) SN Kähkönen | Arbitrage : Homola Polak Drinovsky Skopal |
| Martin Falter    | Gardiens                                                        | Tomi Karhunen       |                                                                                               | Arbitrage : Homola Polak Drinovsky Skopal |
| 51 min           | Pénalités                                                       | 53 min              |                                                                                               | Arbitrage : Homola Polak Drinovsky Skopal |
| 28               | Tirs                                                            | 35                  |                                                                                               | Arbitrage : Homola Polak Drinovsky Skopal |

| 26 août 2012 | HC Ceské Budejovice | 1-2 (1-1, 0-1, 0-0) | Eisbären Berlin | Budvar Arena, Ceské Budejovice 1 700 spectateurs |

| Feuille de match | Feuille de match             | Feuille de match | Feuille de match                                                     | Feuille de match                           |
| ---------------- | ---------------------------- | ---------------- | -------------------------------------------------------------------- | ------------------------------------------ |
|                  | 18 min 39 s, Mikus (Frühauf) | 0-1 1-1 1-2      | 12 min 16 s, Foy (Busch) IN 37 min 23 s, Rankel (Christensen, Katic) | Arbitrage : Vladimir Sindler Roman Svoboda |
| Pavel Kantor     | Gardiens                     | Sebastian Elwing |                                                                      | Arbitrage : Vladimir Sindler Roman Svoboda |
| 6 min            | Pénalités                    | 12 min           |                                                                      | Arbitrage : Vladimir Sindler Roman Svoboda |
| 42               | Tirs                         | 20               |                                                                      | Arbitrage : Vladimir Sindler Roman Svoboda |

| 26 août 2012 | HC Plzen 1929 | 1-4 (TB) (0-0, 1-2, 0-2) | Luleå Hockey | CEZ Arena, Plzen 1 505 spectateurs |

| Feuille de match | Feuille de match                     | Feuille de match    | Feuille de match | Feuille de match |
| ---------------- | ------------------------------------ | ------------------- | --- | ---------------- |
|                  | 27 min 27 s, Kovar (Hanzlik, Pletka) | 0-1 1-1 1-2 1-3 1-4 | 25 min 41 s, Fabricius (Hirschovits, Klasen) 28 min 46 s, Klasen 43 min 13 s, Skrbek (Ch. Abbott, Cam Abbott) 59 min 45 s, Ch. Abbott (cage vide) |                  |
| Marek Mazanec    | Gardiens                             | Johan Gustafsson    | |                  |
| 16 min           | Pénalités                            | 4 min               | |                  |
| 26               | Tirs                                 | 20                  | |                  |

| 26 août 2012 | EC Red Bull Salzbourg | 3-1 (2-0, 0-0, 1-1) | Hambourg Freezers | Eisarena Salzbourg, Salzbourg 2 100 spectateurs |

| Feuille de match | Feuille de match | Feuille de match | Feuille de match            | Feuille de match                                                      |
| ---------------- | --- | ---------------- | --------------------------- | --------------------------------------------------------------------- |
|                  | 05 min 10 s, Kristler (Bischofberger, Latusa) 07 min 38 s, Bischofberger (Latusa) 53 min 51 s, DiBenedetto (Pallestrang, Ross) | 1-0 2-0 2-1 3-1  | 50 min 08 s, Murphy (Dolak) | Arbitrage : Ulrich Erd Ladislav Smetana Timo Ettlmayr Florian Widmann |
| Shawn Hunwick    | Gardiens | Niklas Treutle   |                             | Arbitrage : Ulrich Erd Ladislav Smetana Timo Ettlmayr Florian Widmann |
| 12 min           | Pénalités | 12 min           |                             | Arbitrage : Ulrich Erd Ladislav Smetana Timo Ettlmayr Florian Widmann |
| 40               | Tirs | 33               |                             | Arbitrage : Ulrich Erd Ladislav Smetana Timo Ettlmayr Florian Widmann |

| 30 août 2012 | Oulun Kärpät | 2-4 (0-0, 1-2, 1-2) | Luleå Hockey | Tornio Arena, Tornio 775 spectateurs |

| Feuille de match | Feuille de match                                               | Feuille de match        | Feuille de match | Feuille de match                     |
| ---------------- | -------------------------------------------------------------- | ----------------------- | --- | ------------------------------------ |
|                  | 25 min 22 s, Salomäki (Plihal, Mikkola) SN 46 min 12 s, Halava | 1-0 1-1 1-2 1-3 2-3 2-4 | 27 min 17 s, Fabricius (Olausson, Koivisto) 38 min 00 s, Ch. Abbott (Mannberg, Koivisto) 45 min 56 s, Persson (Koivisto, Jonsson) 59 min 20 s, Gunnarsson (cage vide) | Arbitrage : Vesa Keränen Joonas Kova |
| Johan Backlund   | Gardiens                                                       | David Rautio            | | Arbitrage : Vesa Keränen Joonas Kova |
| 6 min            | Pénalités                                                      | 12 min                  | | Arbitrage : Vesa Keränen Joonas Kova |
| 39               | Tirs                                                           | 43                      | | Arbitrage : Vesa Keränen Joonas Kova |

| 30 août 2012 | EC Red Bull Salzbourg | 0-3 (0-2, 0-0, 0-1) | HC České Budějovice | Eisarena Salzbourg, Salzbourg 2 057 spectateurs |

| Feuille de match | Feuille de match | Feuille de match | Feuille de match                                                                                            | Feuille de match                                                                |
| ---------------- | ---------------- | ---------------- | --- | ------------------------------------------------------------------------------- |
|                  |                  | 0-1 0-2 0-3      | 06 min 01 s, Kveton (Mertl, Frühauf) 17 min 17 s, Cerveny (Mikus) 51 min 08 s, Cerveny (Soudek, Vrablik) SN | Arbitrage : Thomas Bernecker Michael Graber Michael Hofstätter Martin Smaibidlo |
| Shawn Hunwick    | Gardiens         | Pavel Kantor     | | Arbitrage : Thomas Bernecker Michael Graber Michael Hofstätter Martin Smaibidlo |
| 45 min           | Pénalités        | 10 min           | | Arbitrage : Thomas Bernecker Michael Graber Michael Hofstätter Martin Smaibidlo |
| 28               | Tirs             | 39               | | Arbitrage : Thomas Bernecker Michael Graber Michael Hofstätter Martin Smaibidlo |

| 31 août 2012 | HC Plzen 1929 | 1-2 (0-0, 1-1, 0-1) | HC Kometa Brno | CEZ Arena, Plzen 1 418 spectateurs |

| Feuille de match | Feuille de match                      | Feuille de match | Feuille de match                                                   | Feuille de match                             |
| ---------------- | ------------------------------------- | ---------------- | ------------------------------------------------------------------ | -------------------------------------------- |
|                  | 20 min 16 s, Gulas (Havlicek, Slovak) | 1-0 1-1 1-2      | 24 min 14 s, Krejcirik (Divisek, Svoboda (en)) 59 min 29 s, Hruška | Arbitrage : Sindler Svoboda Jelinek Suchanek |
| Adam Svoboda     | Gardiens                              | Martin Falter    |                                                                    | Arbitrage : Sindler Svoboda Jelinek Suchanek |
| 6 min            | Pénalités                             | 10 min           |                                                                    | Arbitrage : Sindler Svoboda Jelinek Suchanek |
| 31               | Tirs                                  | 30               |                                                                    | Arbitrage : Sindler Svoboda Jelinek Suchanek |

| 31 août 2012 | HC České Budějovice | 3-5 (0-2, 0-1, 3-2) | EC Red Bull Salzbourg | Budvar Arena, Ceské Budejovice 1 100 spectateurs |

| Feuille de match | Feuille de match                                                                      | Feuille de match                | Feuille de match | Feuille de match           |
| ---------------- | ------------------------------------------------------------------------------------- | ------------------------------- | --- | -------------------------- |
|                  | 42 min 08 s, Suja (Knotek) 47 min 42 s, Dietz 53 min 16 s, Mikus (Vydarený, Podlesak) | 0-1 0-2 0-3 1-3 2-3 3-3 3-4 3-5 | 06 min 03 s, Maxwell (Raffl, Glenn) SN 19 min 39 s, Regier (Duncan) SN 25 min 11 s, DiBenedetto (Keller, Latusa) SN 56 min 15 s, Trattnig (Kinasewich) 59 min 17 s, Regier (Raffl) IN (cage vide) | Arbitrage : Hodek Kalivoda |
| Lukas Sablik     | Gardiens                                                                              | Alex Auld                       | | Arbitrage : Hodek Kalivoda |
| 37 min           | Pénalités                                                                             | 46 min                          | | Arbitrage : Hodek Kalivoda |
| 39               | Tirs                                                                                  | 32                              | | Arbitrage : Hodek Kalivoda |

| 1er septembre 2012 | Eisbären Berlin | 0-3 (0-0, 0-1, 0-2) | Hambourg Freezers | O2 World, Berlin 6 900 spectateurs |

| Feuille de match | Feuille de match | Feuille de match   | Feuille de match | Feuille de match                |
| ---------------- | ---------------- | ------------------ | --- | ------------------------------- |
|                  |                  | 0-1 0-2 0-3        | 34 min 28 s, Köppchen (Pettinger, Dolak) 46 min 22 s, Festerling (Wolf, Köppchen) SN 58 min 42 s, Oppenheimer (cage vide) | Arbitrage : G.Jakublov R.Schütz |
| Rob Zepp         | Gardiens         | Dimitrij Kotschnew | | Arbitrage : G.Jakublov R.Schütz |
| 24 min           | Pénalités        | 26 min             | | Arbitrage : G.Jakublov R.Schütz |
| 33               | Tirs             | 31                 | | Arbitrage : G.Jakublov R.Schütz |

| 2 septembre 2012 | Hambourg Freezers | 5-4 (TB) (3-1, 1-2, 0-1, 0-0, 1-0) | Eisbären Berlin | O2 Arena, Hambourg 6 031 spectateurs |

| Feuille de match   | Feuille de match | Feuille de match                    | Feuille de match | Feuille de match                                                      |
| ------------------ | --- | ----------------------------------- | --- | --------------------------------------------------------------------- |
|                    | 02 min 40 s, Schubert (Bettauer, Murphy) 12 min 32 s, Schubert (Reid, Jakobsen) 15 min 32 s, Köppchen (Reid) IN 23 min 43 s, Flaake (Festerling, Wolf) Pettinger | 1-0 1-1 2-1 3-1 4-1 4-2 4-3 4-4 5-4 | 11 min 49 s, Katic (Bielke) 36 min 20 s, Christensen (Haase, T. J. Mulock) IN 43 min 26 s, Rankel (T. J. Mulock) SN 52 min 05 s, Baxmann (Christensen, T. J. Mulock) | Arbitrage : Georg Jablukov Jens Steinecke Gregor Brodnicki Marc Iwert |
| Dimitrij Kotschnew | Gardiens | Sebastian Elwing                    | | Arbitrage : Georg Jablukov Jens Steinecke Gregor Brodnicki Marc Iwert |
| 12 min             | Pénalités | 6 min                               | | Arbitrage : Georg Jablukov Jens Steinecke Gregor Brodnicki Marc Iwert |
| 35                 | Tirs | 38                                  | | Arbitrage : Georg Jablukov Jens Steinecke Gregor Brodnicki Marc Iwert |

| 4 septembre 2012 | HC Kometa Brno | 7-5 (3-3, 2-1, 2-1) | HC Plzen 1929 | Kajot Arena, Brno 1 134 spectateurs |

| Feuille de match | Feuille de match | Feuille de match                                | Feuille de match | Feuille de match                         |
| ---------------- | --- | ----------------------------------------------- | --- | ---------------------------------------- |
|                  | 00 min 44 s, Kovacik (Zizka, Hruška) 11 min 57 s, Cermak (Kovacik, Zizka) 17 min 41 s, Valach (Koreis, Zohorna) 34 min 14 s, Krejcirik (Zohorna, Svoboda) SN 36 min 36 s, Svoboda (Hruška) 57 min 56 s, Svoboda (en) (Svoboda) 59 min 15 s, Cermak (Hruška) | 1-0 1-1 2-1 2-2 3-2 3-3 3-4 4-4 5-4 5-5 6-5 7-5 | 06 min 35 s, Gulas 14 min 13 s, Pletka (Gulas) 19 min 02 s, Havlicek (Gulas) 29 min 17 s, Kratena (Kovar) SN 50 min 36 s, Vlasák | Arbitrage : Jerabek Blecha Jindra Skopal |
| Jiri Trvaj       | Gardiens | Marek Mazanec                                   | | Arbitrage : Jerabek Blecha Jindra Skopal |
| 18 min           | Pénalités | 16 min                                          | | Arbitrage : Jerabek Blecha Jindra Skopal |
| 28               | Tirs | 32                                              | | Arbitrage : Jerabek Blecha Jindra Skopal |

| 4 septembre 2012 | Oulun Kärpät | 4-5 (TB) (2-2, 0-1, 2-1, 0-0, 0-1) | Hambourg Freezers | Oulun Energia Areena, Oulu 3 712 spectateurs |

| Feuille de match | Feuille de match | Feuille de match                    | Feuille de match | Feuille de match                                                      |
| ---------------- | --- | ----------------------------------- | --- | --------------------------------------------------------------------- |
|                  | 06 min 06 s, Huml (Plihal) 18 min 54 s, Norman (Donskoi) 46 min 21 s, Komulainen (Huml, Haataja) 52 min 55 s, Komulainen (Salomäki, Kähkönen) | 0-1 1-1 1-2 2-2 2-3 3-3 3-4 4-4 4-5 | 04 min 19 s, Oppenheimer (Pettinger, Collins) 18 min 06 s, Krämmer (Oppenheimer) 21 min 34 s, Oppenheimer (Collins, Pettinger) SN 49 min 13 s, Reid Collins | Arbitrage : Vesa Keränen Tuomo Sorakangas Samuli Orava Harri Perämäki |
| Johan Backlund   | Gardiens | Niklas Treutle                      | | Arbitrage : Vesa Keränen Tuomo Sorakangas Samuli Orava Harri Perämäki |
| 4 min            | Pénalités | 10 min                              | | Arbitrage : Vesa Keränen Tuomo Sorakangas Samuli Orava Harri Perämäki |
| 61               | Tirs | 45                                  | | Arbitrage : Vesa Keränen Tuomo Sorakangas Samuli Orava Harri Perämäki |

| 8 septembre 2012 | Hambourg Freezers | 1-4 (0-0, 0-2, 1-2) | Luleå Hockey | Eishalle Rostock, Rostock 1 635 spectateurs |

| Feuille de match   | Feuille de match                        | Feuille de match    | Feuille de match | Feuille de match                                   |
| ------------------ | --------------------------------------- | ------------------- | --- | -------------------------------------------------- |
|                    | 26 min 33 s, Krämmer (Flaake, Westcott) | 0-1 0-2 1-2 1-3 1-4 | 27 min 01 s, Jakobs (Klasen) double SN 27 min 57 s, Hirschovits (Jakobs, Klasen) SN 51 min 41 s, Cam Abbott 59 min 28 s, Skrbek IN (cage vide) | Arbitrage : Schütz Brüggemann Gemeinhardt Schrader |
| Dimitrij Kotschnew | Gardiens                                | David Rautio        | | Arbitrage : Schütz Brüggemann Gemeinhardt Schrader |
| 22 min             | Pénalités                               | 20 min              | | Arbitrage : Schütz Brüggemann Gemeinhardt Schrader |
| 23                 | Tirs                                    | 28                  | | Arbitrage : Schütz Brüggemann Gemeinhardt Schrader |

| 8 septembre 2012 | Eisbären Berlin | 3-0 (2-0, 1-0, 0-0) | Oulun Kärpät | O2 World, Berlin 6 800 spectateurs |

| Feuille de match | Feuille de match | Feuille de match | Feuille de match | Feuille de match                  |
| ---------------- | --- | ---------------- | ---------------- | --------------------------------- |
|                  | 00 min 38 s, Sharrow (Christensen, T. J. Mulock) 18 min 37 s, Katic (T. J. Mulock, Rankel) 28 min 20 s, Sharrow (Hördler, Rankel) | 1-0 2-0 3-0      |                  | Arbitrage : St.Bauer M.Krahwinkel |
| Rob Zepp         | Gardiens | Tomi Karhunen    |                  | Arbitrage : St.Bauer M.Krahwinkel |
| 8 min            | Pénalités | 6 min            |                  | Arbitrage : St.Bauer M.Krahwinkel |
| 23               | Tirs | 37               |                  | Arbitrage : St.Bauer M.Krahwinkel |

| 16 octobre 2012 | EC Red Bull Salzbourg | 2-3 (0-0, 1-1, 1-2) | HC Kometa Brno | Eisarena Salzbourg, Salzbourg 1 151 spectateurs |

| Feuille de match | Feuille de match                                                                       | Feuille de match    | Feuille de match                                                                                      | Feuille de match                              |
| ---------------- | -------------------------------------------------------------------------------------- | ------------------- | --- | --------------------------------------------- |
|                  | 25 min 24 s, Raffl (DiBenedetto, Welser) SN 54 min 29 s, Kinasewich (Kristler, Duncan) | 0-1 1-1 1-2 2-2 2-3 | 21 min 58 s, Hruška (Jenys) 50 min 38 s, Petrovický (Hruška) 57 min 35 s, Zohorna (Cermak, Dlouhy) SN | Arbitrage : Bernecker Falkner Nikolic Widmann |
| Luka Gracnar     | Gardiens                                                                               | Martin Falter       | | Arbitrage : Bernecker Falkner Nikolic Widmann |
| 10 min           | Pénalités                                                                              | 14 min              | | Arbitrage : Bernecker Falkner Nikolic Widmann |
| 28               | Tirs                                                                                   | 36                  | | Arbitrage : Bernecker Falkner Nikolic Widmann |

| 17 octobre 2012 | HC Ceské Budejovice | 3-2 (2-0, 0-1, 1-1) | HC Plzen 1929 | Budvar Arena, Ceské Budejovice 510 spectateurs |

| Feuille de match | Feuille de match                                                                                  | Feuille de match    | Feuille de match                                                 | Feuille de match                                  |
| ---------------- | ------------------------------------------------------------------------------------------------- | ------------------- | ---------------------------------------------------------------- | ------------------------------------------------- |
|                  | 03 min 31 s, Kriz (Kveton) 07 min 16 s, Turek (Pribyl, Zvonik) SN 51 min 29 s, Rousek (Prokop) SN | 1-0 2-0 2-1 3-1 3-2 | 25 min 30 s, Herman (Petruska) SN 59 min 54 s, Herman (Petruska) | Arbitrage : P. Lacina S. Soucek V. Benes M. Stofa |
| Lukas Sablik     | Gardiens                                                                                          | Adam Svoboda        |                                                                  | Arbitrage : P. Lacina S. Soucek V. Benes M. Stofa |
| 6 min            | Pénalités                                                                                         | 6 min               |                                                                  | Arbitrage : P. Lacina S. Soucek V. Benes M. Stofa |
| 28               | Tirs                                                                                              | 24                  |                                                                  | Arbitrage : P. Lacina S. Soucek V. Benes M. Stofa |

| 23 octobre 2012 | Luleå Hockey | 0-2 (0-0, 0-1, 0-1) | Eisbären Berlin | Coop Norrbotten Arena, Luleå 4 245 spectateurs |

| Feuille de match | Feuille de match | Feuille de match | Feuille de match                                                             | Feuille de match                               |
| ---------------- | ---------------- | ---------------- | ---------------------------------------------------------------------------- | ---------------------------------------------- |
|                  |                  | 0-1 0-2          | 35 min 51 s, Braun (Giroux) 58 min 04 s Talbot (Hördler, Mulock) (cage vide) | Arbitrage : Marcus Winnerborg Morgan Johansson |
| David Rautio     | Gardiens         | Rob Zepp         |                                                                              | Arbitrage : Marcus Winnerborg Morgan Johansson |
| 6 min            | Pénalités        | 4 min            |                                                                              | Arbitrage : Marcus Winnerborg Morgan Johansson |
| 21               | Tirs             | 16               |                                                                              | Arbitrage : Marcus Winnerborg Morgan Johansson |

| 27 novembre 2012 | HC Plzen 1929 | 5-3 (1-1, 2-2, 2-0) | EC Red Bull Salzbourg | CEZ Arena, Plzen 1 345 spectateurs |

| Feuille de match | Feuille de match | Feuille de match                | Feuille de match                                                                                               | Feuille de match                        |
| ---------------- | --- | ------------------------------- | --- | --------------------------------------- |
|                  | 10 min 32 s, Hollweg (Mozik) SN 31 min 02 s, Pejchar (Slavik) SN 38 min 57 s, Herman 48 min 20 s, Martin Herman (Patrik Petruska, Mozik) 53 min 31 s, Jakub Lev (Hollweg) | 0-1 1-1 1-2 2-2 2-3 3-3 4-3 5-3 | 07 min 44 s, Bischofberger 24 min 33 s, Kristler (Bischofberger, Keller) SN 35 min 38 s, Komarek (Kristler) SN | Arbitrage : Svoboda Frano Jelinek Pesek |
| Adam Svoboda     | Gardiens | Alex Auld                       | | Arbitrage : Svoboda Frano Jelinek Pesek |
| 6 min            | Pénalités | 12 min                          | | Arbitrage : Svoboda Frano Jelinek Pesek |
| 37               | Tirs | 29                              | | Arbitrage : Svoboda Frano Jelinek Pesek |

| 28 novembre 2012 | HC Kometa Brno | 4-1 (0-0, 4-0, 0-1) | HC České Budějovice | Kajot Arena, Brno 734 spectateurs |

| Feuille de match | Feuille de match | Feuille de match    | Feuille de match                        | Feuille de match                                                       |
| ---------------- | --- | ------------------- | --------------------------------------- | ---------------------------------------------------------------------- |
|                  | 36 min 06 s, Dujsik (Hruška, Zohorna) SN 37 min 20 s, Holec (Raska) 38 min 19 s, Zohorna (Wasserbauer, Hruška) 39 min 32 s, Holec (Erat) | 1-0 2-0 3-0 4-0 4-1 | 50 min 43 s, Dej (Vydareny, Vrablik) SN | Arbitrage : Roman Polák Antonín Jerábek Pavel Drínovský Premysl Skopal |
| Martin Falter    | Gardiens | David Gaba          |                                         | Arbitrage : Roman Polák Antonín Jerábek Pavel Drínovský Premysl Skopal |
| 6 min            | Pénalités | 6 min               |                                         | Arbitrage : Roman Polák Antonín Jerábek Pavel Drínovský Premysl Skopal |
| 24               | Tirs | 28                  |                                         | Arbitrage : Roman Polák Antonín Jerábek Pavel Drínovský Premysl Skopal |

| Clt   | Équipe                | PJ | V | VP | D | DP | BP | BC | Diff | Pts |
| ----- | --------------------- | -- | - | -- | - | -- | -- | -- | ---- | --- |
| +001, | Luleå HF              | 8  | 7 | 0  | 1 | 0  | 33 | 13 | +20  | 21  |
| +002, | Eisbären Berlin       | 8  | 6 | 0  | 1 | 1  | 27 | 15 | +12  | 19  |
| +003, | Hambourg Freezers     | 8  | 3 | 2  | 3 | 0  | 28 | 24 | +4   | 13  |
| +004, | HC Kometa Brno        | 8  | 3 | 1  | 3 | 1  | 24 | 31 | -7   | 12  |
| +005, | HC České Budějovice   | 8  | 3 | 0  | 4 | 1  | 18 | 24 | -6   | 10  |
| +006, | EC Red Bull Salzbourg | 8  | 3 | 0  | 5 | 0  | 21 | 29 | -8   | 9   |
| +007, | Kärpät Oulu           | 8  | 1 | 1  | 4 | 2  | 18 | 26 | -8   | 7   |
| +008, | HC Plzeň 1929         | 8  | 1 | 1  | 6 | 0  | 23 | 30 | -7   | 5   |

- Qualifié pour les quarts de finale

### Division Sud
| 31 juillet 2012 | Piráti Chomutov | 5-6 (TB) (1–2, 0–1, 4–2, 0–0, 0–1) | HC Slovan Bratislava | Multifunkční aréna Chomutov, Chomutov 3 082 spectateurs |

| Feuille de match         | Feuille de match | Feuille de match                            | Feuille de match | Feuille de match                                                |
| ------------------------ | --- | ------------------------------------------- | --- | --------------------------------------------------------------- |
|                          | D. Hruška (M. Zálešák) (SN) – 02 min 19 s B. Palin (L. Pulpan) – 48 min 13 s R. Hrabák (Z. Ondřej) – 49 min 49 s M. Prochazka (D. Hruška) (SN) – 50 min 47 s B. Palin (L. Pulpan) (SN) – 53 min 27 s | 1–0 1–1 1–2 1–3 1–4 2–4 3–4 4–4 4–5 5–5 5-6 | 09 min 19 s – M. Bližňák (M. Miklík, I. Švarný) 14 min 42 s – M. Bakoš (J. Lipiansky) 32 min 53 s – M. Vondrka (J. Boumedienne) 41 min 09 s – M. Preisinger (V. Dravecký) 52 min 09 s – A. Šťastný (P. Ölvecký) M. Miklík | Arbitrage : Pavel Hodek Tomáš Turčan Lukáš Bejček Jiří Rozlílek |
| Milan Řehoř Matúš Kostúr | Gardiens | Branislav Konrád                            | | Arbitrage : Pavel Hodek Tomáš Turčan Lukáš Bejček Jiří Rozlílek |
| 16 min                   | Pénalités | 30 min                                      | | Arbitrage : Pavel Hodek Tomáš Turčan Lukáš Bejček Jiří Rozlílek |
| 31                       | Tirs | 38                                          | | Arbitrage : Pavel Hodek Tomáš Turčan Lukáš Bejček Jiří Rozlílek |

| 10 août 2012 | HC Slovan Bratislava | 2-1 (TB) (1–0, 0–1, 0–0, 0–0, 1–0) | Vienna Capitals | Slovnaft Arena, Bratislava 6 097 spectateurs |

| Feuille de match | Feuille de match                                                     | Feuille de match           | Feuille de match        | Feuille de match                                            |
| ---------------- | -------------------------------------------------------------------- | -------------------------- | ----------------------- | ----------------------------------------------------------- |
|                  | M. Bližňák (M. Miklík, J. Boumedienne) (SN) – 19 min 05 s M. Vondrka | 1–0 1–1 2-1                | 20 min 22 s – J. Fraser | Arbitrage : Vladimír Baluška Roman Návratek Marek Pauljučok |
| Ville Hostikka   | Gardiens                                                             | Matt Zaba Fabian Weinhandl |                         | Arbitrage : Vladimír Baluška Roman Návratek Marek Pauljučok |
| 12 min           | Pénalités                                                            | 32 min                     |                         | Arbitrage : Vladimír Baluška Roman Návratek Marek Pauljučok |
| 36               | Tirs                                                                 | 24                         |                         | Arbitrage : Vladimír Baluška Roman Návratek Marek Pauljučok |

| 14 août 2012 | HC Slovan Bratislava | 3-5 (1–1, 1–2, 1–2) | HC Sparta Prague | Slovnaft Arena, Bratislava 8 843 spectateurs |

| Feuille de match | Feuille de match | Feuille de match                | Feuille de match | Feuille de match                            |
| ---------------- | --- | ------------------------------- | --- | ------------------------------------------- |
|                  | R. Kukumberg (M. Kytnár) – 12 min 16 s M. Vondrka (J. Boumedienne, M. Miklík) (SN) – 28 min 13 s P. Ölvecký (A. Šťastný) – 41 min 41 s | 1–0 1–1 1–2 2–2 2–3 3–3 3–4 3–5 | 14 min 42 s – M. Forman (Y. Treille, J. Hanzlik) 25 min 39 s – P. Jansky (L. Luňák) 31 min 32 s – J. Hlinka (P. Ton) 51 min 27 s – P. Ton (J. Hanzlik, T. Gawryletz) 59 min 56 s – P. Ton (P. Tenkrát, J. Hlinka) (cage vide) | Arbitrage : Vladimír Baluška Robert Mullner |
| Branislav Konrád | Gardiens | Marek Schwarz                   | | Arbitrage : Vladimír Baluška Robert Mullner |
| 27 min           | Pénalités | 10 min                          | | Arbitrage : Vladimír Baluška Robert Mullner |
| 48               | Tirs | 30                              | | Arbitrage : Vladimír Baluška Robert Mullner |

| 17 août 2012 | KalPa | 1-5 (1–0, 0–3, 0–2) | HC Sparta Prague | Niiralan Monttu, Kuopio 3 056 spectateurs |

| Feuille de match | Feuille de match                               | Feuille de match        | Feuille de match | Feuille de match                                                        |
| ---------------- | ---------------------------------------------- | ----------------------- | --- | ----------------------------------------------------------------------- |
|                  | 04 min 39 s, Kolehmainen (Hentunen, Miettinen) | 1–0 1–1 1–2 1–3 1–4 1–5 | 21 min 24 s, Hlinka 23 min 46 s, Vallin (Bros, Milam) 33 min 08 s, Jansky (Simon, Husak) 47 min 46 s, Pribyl 53 min 27 s, Pribyl (S. Treille, Y.Treille) | Arbitrage : Antti Hämäläinen Antti Rönn Jorma Niskasaari Pauli Savenius |
| Juha Toivonen    | Gardiens                                       | Marek Schwarz           | | Arbitrage : Antti Hämäläinen Antti Rönn Jorma Niskasaari Pauli Savenius |
| 4 min            | Pénalités                                      | 12 min                  | | Arbitrage : Antti Hämäläinen Antti Rönn Jorma Niskasaari Pauli Savenius |
| 30               | Tirs                                           | 27                      | | Arbitrage : Antti Hämäläinen Antti Rönn Jorma Niskasaari Pauli Savenius |

| 17 août 2012 | JYP | 4-5 (TB) (1–2, 3–2, 0–0, 0–0, 0–1) | Pirati Chomutov | Synergia-areena, Jyväskylä 2 703 spectateurs |

| Feuille de match | Feuille de match | Feuille de match                    | Feuille de match | Feuille de match                                                  |
| ---------------- | --- | ----------------------------------- | --- | ----------------------------------------------------------------- |
|                  | 17 min 39 s, Jaatinen (Lahti, Lepine) SN 24 min 38 s, Sipiläinen (Hietanen, Roine) 35 min 32 s, Lepine (Myttynen) 38 min 41 s, Jaatinen (Lepine, Välivaara) | 0–1 0–2 1–2 2–2 2–3 2–4 3–4 4–4 4-5 | 01 min 14 s, Zálešák (Hruška, Prochazka) 06 min 22 s, Kraft (Palin, Lusnak) SN 25 min 29 s, Hromas (Ondrej, Szakal) SN 26 min 41 s, Kraft (Pulpan) SN Rutta | Arbitrage : Timo Metsälä Teemu Salminen Hannu Sormunen Henri Neva |
| Joni Myllykoski  | Gardiens | Milan Řehoř                         | | Arbitrage : Timo Metsälä Teemu Salminen Hannu Sormunen Henri Neva |
| 8 min            | Pénalités | 16 min                              | | Arbitrage : Timo Metsälä Teemu Salminen Hannu Sormunen Henri Neva |
| 38               | Tirs | 33                                  | | Arbitrage : Timo Metsälä Teemu Salminen Hannu Sormunen Henri Neva |

| 17 août 2012 | Linköpings HC | 4-2 (1–0, 2–0, 1–2) | HC Slovan Bratislava | Cloetta Center, Linköping 3 149 spectateurs |

| Feuille de match    | Feuille de match | Feuille de match        | Feuille de match                                                 | Feuille de match                                                      |
| ------------------- | --- | ----------------------- | ---------------------------------------------------------------- | --------------------------------------------------------------------- |
|                     | 12 min 53 s, Söderberg (Arlbrandt) 28 min 02 s, Arlbrandt (Söderberg, Hjalmarsson) 32 min 50 s, Karlsson (Figren) 48 min 27 s, Ottosson (Johansson) | 1–0 2–0 3–0 4–0 4–1 4–2 | 49 min 29 s, Sigalet (Dravecky) SN 55 min 34 s, Kytnár (Ölvecký) | Arbitrage : Wolmer Edqvist Mikael Sjöqvist Emil Wernström Örjan Åhlén |
| Christian Engstrand | Gardiens | Branislav Konrád        |                                                                  | Arbitrage : Wolmer Edqvist Mikael Sjöqvist Emil Wernström Örjan Åhlén |
| 16 min              | Pénalités | 14 min                  |                                                                  | Arbitrage : Wolmer Edqvist Mikael Sjöqvist Emil Wernström Örjan Åhlén |
| 20                  | Tirs | 30                      |                                                                  | Arbitrage : Wolmer Edqvist Mikael Sjöqvist Emil Wernström Örjan Åhlén |

| 17 août 2012 | HV71 | 3-1 (0–1, 2–0, 1–0) | Vienna Capitals | Kinnarps Arena, Jönköping 2 767 spectateurs |

| Feuille de match | Feuille de match | Feuille de match | Feuille de match                 | Feuille de match                                                     |
| ---------------- | --- | ---------------- | -------------------------------- | -------------------------------------------------------------------- |
|                  | 26 min 24 s, Krog (Rakhshani, Karlsson) double SN 29 min 35 s, Trygg (Rakhshani) 55 min 52 s, Krog (Rakhshani, Karlsson) | 0–1 1–1 2–1 3–1  | 02 min 31 s, Ferland (Soares) SN | Arbitrage : Christer Lärking Morgan Johansson Emil Ryd Tobias Haster |
| Gustaf Wesslau   | Gardiens | Matt Zaba        |                                  | Arbitrage : Christer Lärking Morgan Johansson Emil Ryd Tobias Haster |
| 8 min            | Pénalités | 22 min           |                                  | Arbitrage : Christer Lärking Morgan Johansson Emil Ryd Tobias Haster |
| 27               | Tirs | 26               |                                  | Arbitrage : Christer Lärking Morgan Johansson Emil Ryd Tobias Haster |

| 19 août 2012 | HV71 | 2-0 (1-0, 1-0, 0-0) | HC Slovan Bratislava | Kinnarps Arena, Jönköping 2 249 spectateurs |

| Feuille de match | Feuille de match                                                                    | Feuille de match | Feuille de match | Feuille de match                                 |
| ---------------- | ----------------------------------------------------------------------------------- | ---------------- | ---------------- | ------------------------------------------------ |
|                  | 07 min 26 s, Karlsson (Fasth, Dyk) 36 min 18 s, Sandberg (Carlsson, W. Karlsson) SN | 1-0 2-0          |                  | Arbitrage : Johansson Lärking Haster Tillerkvist |
| Viktor Kokman    | Gardiens                                                                            | Branislav Konrad |                  | Arbitrage : Johansson Lärking Haster Tillerkvist |
| 12 min           | Pénalités                                                                           | 14 min           |                  | Arbitrage : Johansson Lärking Haster Tillerkvist |
| 34               | Tirs                                                                                | 27               |                  | Arbitrage : Johansson Lärking Haster Tillerkvist |

| 19 août 2012 | Linköpings HC | 3-4 (TB) (2-2, 1-1, 0-0, 0-0, 0-1) | Vienna Capitals | Cloetta Center, Linköping 2 725 spectateurs |

| Feuille de match  | Feuille de match | Feuille de match            | Feuille de match                                                                                     | Feuille de match                                                            |
| ----------------- | --- | --------------------------- | --- | --------------------------------------------------------------------------- |
|                   | 12 min 08 s, Karlsson (Figren, Hävelid) double SN 13 min 27 s, Jämtin (Weinhandl, Lindhagen) 39 min 45 s, Fish (Ottosson) | 0-1 0-2 1-2 2-2 2-3 3-3 3-4 | 05 min 31 s, Fortier SN 06 min 05 s, Olsson (Schiechl, Mario Seidl) 30 min 23 s, Schlacher IN Pinter | Arbitrage : Markus Winnerborg Sören Persson Fredrik Carlman Fredrik Altberg |
| Andreas Andersson | Gardiens | Fabian Weinhandl            | | Arbitrage : Markus Winnerborg Sören Persson Fredrik Carlman Fredrik Altberg |
| 37 min            | Pénalités | 30 min                      | | Arbitrage : Markus Winnerborg Sören Persson Fredrik Carlman Fredrik Altberg |
| 26                | Tirs | 32                          | | Arbitrage : Markus Winnerborg Sören Persson Fredrik Carlman Fredrik Altberg |

| 19 août 2012 | KalPa | 3-4 (TB) (1-1, 1-0, 1-2, 0-0, 0-1) | Pirati Chomutov | Niiralan Monttu, Kuopio 2 548 spectateurs |

| Feuille de match | Feuille de match | Feuille de match            | Feuille de match | Feuille de match                                                       |
| ---------------- | --- | --------------------------- | --- | ---------------------------------------------------------------------- |
|                  | 16 min 16 s, Kuparinen (Salminen) IN 38 min 46 s, Salminen (Lehkonen, Kuparinen) 40 min 30 s Lehkonen (Kauppinen, Timonen) | 0-1 1-1 2-1 3-1 3-2 3-3 3-4 | 10 min 50 s, Kraft (Pulpan, Palin) SN 44 min 53 s, Zálešák (Prochazka, Hruška) SN 50 min 08 s, Hruška (Zálešák, Prochazka) Pulpan | Arbitrage : Kimmo Nilsen Ville Stigell Jorma Niskasaari Pauli Savenius |
| Juha Toivonen    | Gardiens | Matus Kostur                | | Arbitrage : Kimmo Nilsen Ville Stigell Jorma Niskasaari Pauli Savenius |
| 12 min           | Pénalités | 10 min                      | | Arbitrage : Kimmo Nilsen Ville Stigell Jorma Niskasaari Pauli Savenius |
| 31               | Tirs | 24                          | | Arbitrage : Kimmo Nilsen Ville Stigell Jorma Niskasaari Pauli Savenius |

| 19 août 2012 | JYP | 4-5 (TB) (0-1, 1-2, 3-1, 0-1) | HC Sparta Prague | Synergia-areena, Jyväskylä 3 043 spectateurs |

| Feuille de match | Feuille de match | Feuille de match                    | Feuille de match | Feuille de match                                                 |
| ---------------- | --- | ----------------------------------- | --- | ---------------------------------------------------------------- |
|                  | 33 min 46 s, Lepine (Nättinen, Välivaara) SN 40 min 23 s, Jaatinen (Louhivaara, Lahti) 46 min 00 s, Näkyvä (Virtanen) double SN 50 min 16 s, Roine (Kalteva, Virtanen) | 0-1 0-2 1-2 1-3 2-3 2-4 3-4 4-4 4-5 | 10 min 53 s, Vallin 23 min 52 s, Milam (Rachunek, Vallin) SN 37 min 49 s, Tenkrát (Vallin, Milam) 42 min 00 s, Lunak (Jansky) 63 min 09 s, Pacovsky (Jansky) | Arbitrage : Jukka Pelkonen Jyri Rönn Jaakko Halttunen Henri Neva |
| Tuomas Tarkki    | Gardiens | Vojtech Sedlacek                    | | Arbitrage : Jukka Pelkonen Jyri Rönn Jaakko Halttunen Henri Neva |
| 8 min            | Pénalités | 43 min                              | | Arbitrage : Jukka Pelkonen Jyri Rönn Jaakko Halttunen Henri Neva |
| 48               | Tirs | 26                                  | | Arbitrage : Jukka Pelkonen Jyri Rönn Jaakko Halttunen Henri Neva |

| 24 août 2012 | Pirati Chomutov | 3-4 (TB) (1-0, 1-2, 1-1, 0-0, 0-1) | Linköpings HC | Multifunkcni Arena, Chomutov 2 525 spectateurs |

| Feuille de match | Feuille de match                                                                          | Feuille de match            | Feuille de match | Feuille de match |
| ---------------- | ----------------------------------------------------------------------------------------- | --------------------------- | --- | ---------------- |
|                  | 15 min 11 s, Palin (Kraft, Pulpan) SN 39 min 14 s, Duras 41 min 47 s, Gajovsky (Duras) SN | 1-0 1-1 2-1 2-2 3-2 3-3 3-4 | 28 min 28 s, Jämtin (Weinhandl) SN 39 min 30 s, Weinhandl (Jämtin) 44 min 21 s, Weinhandl (Almtorp, Jämtin) double SN Arlbrandt |                  |
| Milan Rehor      | Gardiens                                                                                  | Christian Engstrand         | |                  |
| 22 min           | Pénalités                                                                                 | 42 min                      | |                  |
| 35               | Tirs                                                                                      | 30                          | |                  |

| 24 août 2012 | HC Slovan Bratislava | 5-0 (2-0, 0-0, 3-0) | JYP | Slovnaft Arena, Bratislava 6 853 spectateurs |

| Feuille de match              | Feuille de match | Feuille de match    | Feuille de match | Feuille de match                                    |
| ----------------------------- | --- | ------------------- | ---------------- | --------------------------------------------------- |
|                               | 14 min 00 s, Satan IN 19 min 01 s, Lipiansky (Satan) IN 41 min 47 s, Lipiansky (Satan, Hudacek) 42 min 07 s, Dano (Tabacek) 50 min 08 s, Bartovič (Dravecky, Kreps) | 1-0 2-0 3-0 4-0 5-0 |                  | Arbitrage : Rober Mullner Juraj Konc Roman Navratek |
| Jaroslav Janus Ville Hostikka | Gardiens | Tuomas Tarkki       |                  | Arbitrage : Rober Mullner Juraj Konc Roman Navratek |
| 10 min                        | Pénalités | 4 min               |                  | Arbitrage : Rober Mullner Juraj Konc Roman Navratek |
| 47                            | Tirs | 29                  |                  | Arbitrage : Rober Mullner Juraj Konc Roman Navratek |

| 24 août 2012 | HC Sparta Prague | 2-7 (0-1, 1-3, 1-3) | HV71 | Kalich Arena, Litomerice 830 spectateurs |

| Feuille de match | Feuille de match                                                   | Feuille de match                    | Feuille de match | Feuille de match   |
| ---------------- | ------------------------------------------------------------------ | ----------------------------------- | --- | ------------------ |
|                  | 03 min 52 s, Bros (Rachunek) 49 min 35 s, Tenkrat (Gawryletz, Ton) | 0-1 1-1 1-2 1-3 1-4 1-5 2-5 2-6 2-7 | 01 min 39 s, Fasth (Fantenberg) 23 min 21 s, Trygg (Karlsson) 31 min 59 s, Sundh (Davidsson, Nilson) 36 min 28 s, Rakhshani (Fälth) 46 min 32 s, Carlsson (Fantenberg, Petrasek) 52 min 31 s Fasth (Fantenberg, Nilson) 55 min 23 s, Krog (Rakhshani, Ledin) | Arbitrage : Lacina |
| Marek Schwarz    | Gardiens                                                           | Gustaf Wesslau                      | | Arbitrage : Lacina |
| 14 min           | Pénalités                                                          | 34 min                              | | Arbitrage : Lacina |
| 25               | Tirs                                                               | 31                                  | | Arbitrage : Lacina |

| 24 août 2012 | Vienna Capitals | 5-3 (2-0, 2-3, 1-0) | KalPa | Albert Schultz Eishalle, Vienne 3 450 spectateurs |

| Feuille de match | Feuille de match | Feuille de match                | Feuille de match                                                                                         | Feuille de match                        |
| ---------------- | --- | ------------------------------- | --- | --------------------------------------- |
|                  | 00 min 08 s, Gratton 08 min 09 s, Veideman (Blatny, Soares) SN 30 min 08 s, Rotter (Fortier, Bjornlie) SN 59 min 28 s, Fraser (Rotter) 42 min 55 s, Gratton | 1-0 2-0 2-1 2-2 3-2 3-3 4-3 5-3 | 20 min 37 s, Kapanen (Junnila) 27 min 16 s, Kapanen (Timonen) IN 38 min 57 s, Kolehmainen (Miettinen) SN | Arbitrage : Erd Ulrich Smetana Ladislav |
| Matt Zaba        | Gardiens | Henri Kiviaho                   | | Arbitrage : Erd Ulrich Smetana Ladislav |
| 24 min           | Pénalités | 20 min                          | | Arbitrage : Erd Ulrich Smetana Ladislav |
| 26               | Tirs | 20                              | | Arbitrage : Erd Ulrich Smetana Ladislav |

| 26 août 2012 | HC Sparta Prague | 5-2 (0-1, 3-1, 2-0) | Linköpings HC | Kalich Arena, Litomerice 680 spectateurs |

| Feuille de match | Feuille de match | Feuille de match            | Feuille de match                                                                         | Feuille de match                        |
| ---------------- | --- | --------------------------- | ---------------------------------------------------------------------------------------- | --------------------------------------- |
|                  | 23 min 45 s, Pacovsky (Vallin, Sedlacek) SN 33 min 33 s, Hanzlik (Tenkrat, Hlinka) 36 min 32 s, Jansky (Gawryletz) 56 min 32 s, Pacovsky (Milam, Hlinka) 56 min 55 s, Simon (Tenkrat) cage vide | 0-1 1-1 1-2 2-2 3-2 4-2 5-2 | 12 min 08 s, Söderberg (Hävelid) IN 28 min 33 s, Himelfarb (Weinhandl, Jämtin) double SN | Arbitrage : Lacina Soucek Bejcek Pouzar |
| Vojtech Sedlacek | Gardiens | Christian Engstrand         |                                                                                          | Arbitrage : Lacina Soucek Bejcek Pouzar |
| 16 min           | Pénalités | 16 min                      |                                                                                          | Arbitrage : Lacina Soucek Bejcek Pouzar |
| 28               | Tirs | 30                          |                                                                                          | Arbitrage : Lacina Soucek Bejcek Pouzar |

| 26 août 2012 | Pirati Chomutov | 1-3 (TB) (0-0, 0-2, 1-1) | HV71 | Multifunkcni Arena, Chomutov 3 069 spectateurs |

| Feuille de match | Feuille de match              | Feuille de match | Feuille de match                                                                         | Feuille de match                    |
| ---------------- | ----------------------------- | ---------------- | ---------------------------------------------------------------------------------------- | ----------------------------------- |
|                  | 58 min 12 s, Gajovsky (Lucka) | 0-1 0-2 0-3 1-3  | 27 min 28 s, Strandberg (Dyk) 38 min 57 s, Davidsson (Sundh) 52 min 12 s, Sundh (Nilson) | Arbitrage : Smi Turcan Mertins Tenk |
| Matus Kostur     | Gardiens                      | Gustaf Wesslau   |                                                                                          | Arbitrage : Smi Turcan Mertins Tenk |
| 10 min           | Pénalités                     | 22 min           |                                                                                          | Arbitrage : Smi Turcan Mertins Tenk |
| 37               | Tirs                          | 24               |                                                                                          | Arbitrage : Smi Turcan Mertins Tenk |

| 26 août 2012 | HC Slovan Bratislava | 3-2 (TB) (0-2, 1-0, 1-0, 1-0) | KalPa | Slovnaft Arena, Bratislava 6 849 spectateurs |

| Feuille de match | Feuille de match                                                                 | Feuille de match    | Feuille de match | Feuille de match               |
| ---------------- | -------------------------------------------------------------------------------- | ------------------- | --- | ------------------------------ |
|                  | 15 min 27 s, Kuparinen (Lehkonen) 19 min 22 s, Lehkonen (Salminen, Kuparinen) SN | 0-1 0-2 1-2 2-2 3-2 | 36 min 25 s, Stajnoch (Boumedienne, Vondrka) SN 43 min 44 s, Stastny (Kukumberg) 62 min 00 s, Kytnar (Boumedienne, Hudacek) | Arbitrage : J. Konc R. Mullner |
| Jaroslav Janus   | Gardiens                                                                         | Juha Toivonen       | | Arbitrage : J. Konc R. Mullner |
| 6 min            | Pénalités                                                                        | 8 min               | | Arbitrage : J. Konc R. Mullner |
| 41               | Tirs                                                                             | 26                  | | Arbitrage : J. Konc R. Mullner |

| 26 août 2012 | Vienna Capitals | 3-2 (0-0, 1-1, 2-1) | JYP | Albert Schultz Halle, Vienne 3 900 spectateurs |

| Feuille de match | Feuille de match                                                                                             | Feuille de match    | Feuille de match                                             | Feuille de match                            |
| ---------------- | --- | ------------------- | ------------------------------------------------------------ | ------------------------------------------- |
|                  | 29 min 34 s, Fraser (Ferland, Soares) 49 min 00 s, Soares (Ferland) 50 min 35 s, Fischer (Pinter, Schlacher) | 0-1 1-1 2-1 3-1 3-2 | 26 min 32 s, Kalteva (Sipiläinen) 59 min 17 s, Roine (Lahti) | Arbitrage : Fussi Wolggang Kaspar Christian |
| Fabian Weinhandl | Gardiens | Joni Myllykoski     |                                                              | Arbitrage : Fussi Wolggang Kaspar Christian |
| 8 min            | Pénalités | 10 min              |                                                              | Arbitrage : Fussi Wolggang Kaspar Christian |
| 28               | Tirs | 19                  |                                                              | Arbitrage : Fussi Wolggang Kaspar Christian |

| 29 août 2012 | Pirati Chomutov | 7-0 (2-0, 1-0, 4-0) | HC Sparta Prague | Multifunkcni Arena, Chomutov 3 315 spectateurs |

| Feuille de match | Feuille de match | Feuille de match            | Feuille de match | Feuille de match                     |
| ---------------- | --- | --------------------------- | ---------------- | ------------------------------------ |
|                  | 14 min 38 s, Lusnak (Mrazek, Hafenrichter) SN 19 min 57 s, Chlouba (Rygl, Hromas) SN 38 min 34 s, Gajovsky (Jira) 42 min 38 s, Chlouba SN 46 min 21 s, Rygl (Bartejs, Gajovsky) SN 48 min 00 s, Hafenrichter (Zálešák) 56 min 38 s, Duras (Hrebejk) | 1-0 2-0 3-0 4-0 5-0 6-0 7-0 |                  | Arbitrage : Hribik Sir Bravir Blumel |
| Milan Rehor      | Gardiens | Marek Schwarz               |                  | Arbitrage : Hribik Sir Bravir Blumel |
| 20 min           | Pénalités | 12 min                      |                  | Arbitrage : Hribik Sir Bravir Blumel |
| 40               | Tirs | 40                          |                  | Arbitrage : Hribik Sir Bravir Blumel |

| 30 août 2012 | JYP | 2-5 (1-1, 0-3, 1-1) | KalPa | Synergia-areena, Jyväskylä 2 688 spectateurs |

| Feuille de match | Feuille de match                                                       | Feuille de match            | Feuille de match | Feuille de match                                                    |
| ---------------- | ---------------------------------------------------------------------- | --------------------------- | --- | ------------------------------------------------------------------- |
|                  | 04 min 26 s, Myttynen (Jaatinen) 42 min 11 s, Lahti (Myttynen, Lepine) | 1-0 1-1 1-2 1-3 1-4 2-4 2-5 | 16 min 43 s, Salminen (Lehkonen) 24 min 10 s, Kerälä (Halonen) 32 min 46 s, Lehkonen (Timonen, Salminen) SN 39 min 31 s, Kerälä 44 min 37 s, Kerälä (Junnila, Kerman) | Arbitrage : Timo Metsälä Teemu Salminen Jani Pesonen Teemu Riikonen |
| Joni Myllykoski  | Gardiens                                                               | Juha Toivonen               | | Arbitrage : Timo Metsälä Teemu Salminen Jani Pesonen Teemu Riikonen |
| 10 min           | Pénalités                                                              | 4 min                       | | Arbitrage : Timo Metsälä Teemu Salminen Jani Pesonen Teemu Riikonen |
| 22               | Tirs                                                                   | 27                          | | Arbitrage : Timo Metsälä Teemu Salminen Jani Pesonen Teemu Riikonen |

| 30 août 2012 | HV71 | 4-1 (2-0, 1-0, 1-1) | Linköpings HC | Kinnarps Arena, Jönköping 3 411 spectateurs |

| Feuille de match | Feuille de match | Feuille de match    | Feuille de match                 | Feuille de match                                                 |
| ---------------- | --- | ------------------- | -------------------------------- | ---------------------------------------------------------------- |
|                  | 06 min 13 s, Nilson (Karlsson, Davidsson) 10 min 05 s, Krog (Ledin, Rakhshani) SN 24 min 32 s, Krog (Rakhshani, Karlsson) double SN 44 min 33 s, Rakhshani (Kristiansen) | 1-0 2-0 3-0 3-1 4-1 | 43 min 01 s, Bäckman (Himelfarb) | Arbitrage : Sören Persson Wolmer Edqvist Tobias Haster Emil Rydh |
| Gustaf Wesslau   | Gardiens | Christian Engstrand |                                  | Arbitrage : Sören Persson Wolmer Edqvist Tobias Haster Emil Rydh |
| 16 min           | Pénalités | 18 min              |                                  | Arbitrage : Sören Persson Wolmer Edqvist Tobias Haster Emil Rydh |
| 39               | Tirs | 34                  |                                  | Arbitrage : Sören Persson Wolmer Edqvist Tobias Haster Emil Rydh |

| 31 août 2012 | KalPa | 2-5 (1-2, 1-1, 0-2) | JYP | Niiralan Monttu, Kuopio 2 664 spectateurs |

| Feuille de match | Feuille de match                                                             | Feuille de match            | Feuille de match | Feuille de match                                                       |
| ---------------- | ---------------------------------------------------------------------------- | --------------------------- | --- | ---------------------------------------------------------------------- |
|                  | 04 min 11 s, Hentunen (Kolehmainen) 20 min 59 s, Kukkonen (Masuhr, Salminen) | 0-1 1-1 1-2 2-2 2-3 2-4 2-5 | 03 min 15 s, Abid (Perrin, Näkyvä) 12 min 30 s, Abid (Ruohomaa, Perrin) IN 24 min 32 s, Näkyvä (Auvitu) 41 min 07 s, Auvitu (Välivaara) 59 min 01 s, Abid (Ikonen) | Arbitrage : Kimmo Nilsen Ville Stikell Jorma Niskasaari Ville Juntunen |
| Mikko Koskinen   | Gardiens                                                                     | Tuomas Tarkki               | | Arbitrage : Kimmo Nilsen Ville Stikell Jorma Niskasaari Ville Juntunen |
| 8 min            | Pénalités                                                                    | 12 min                      | | Arbitrage : Kimmo Nilsen Ville Stikell Jorma Niskasaari Ville Juntunen |
| 15               | Tirs                                                                         | 25                          | | Arbitrage : Kimmo Nilsen Ville Stikell Jorma Niskasaari Ville Juntunen |

| 31 août 2012 | HC Sparta Prague | 1-3 (0-2, 1-0, 0-1) | Pirati Chomutov | Tipsport arena, Prague 750 spectateurs |

| Feuille de match | Feuille de match                         | Feuille de match | Feuille de match                                                                                                   | Feuille de match                      |
| ---------------- | ---------------------------------------- | ---------------- | --- | ------------------------------------- |
|                  | 27 min 17 s, Tenkrat (Rachunek, Hanzlik) | 0-1 0-2 1-2 1-3  | 11 min 29 s, Zálešák (Lusnak, Hafenrichter) 14 min 13 s, Duras (Palin, Kraft) SN 42 min 40 s, Duras (Palin, Kraft) | Arbitrage : Lacina Soucek Benes Skolo |
| Vojtech Sedlacek | Gardiens                                 | Milan Rehor      | | Arbitrage : Lacina Soucek Benes Skolo |
| 18 min           | Pénalités                                | 16 min           | | Arbitrage : Lacina Soucek Benes Skolo |
| 34               | Tirs                                     | 24               | | Arbitrage : Lacina Soucek Benes Skolo |

| 31 août 2012 | Linköpings HC | 1-6 (0-1, 1-5, 0-0) | HV71 | Stångebro Arena, Linköping 2 957 spectateurs |

| Feuille de match | Feuille de match                   | Feuille de match            | Feuille de match | Feuille de match                           |
| ---------------- | ---------------------------------- | --------------------------- | --- | ------------------------------------------ |
|                  | 26 min 08 s, Söderberg (Johansson) | 0-1 0-2 0-3 1-3 1-4 1-5 1-6 | 02 min 28 s, Thörnberg (Fasth) 23 min 14 s, Carlsson (Fasth) IN 24 min 50 s, Rakhshani (Krog) 30 min 04 s, Fasth (Thörnberg) 35 min 55 s, Rakhshani 38 min 11 s, Fantenberg (Thörnberg) SN | Arbitrage : Wolmer Edqvist Mikael Sjökvist |
| Marcus Högberg   | Gardiens                           | Jonas Gunnarsson            | | Arbitrage : Wolmer Edqvist Mikael Sjökvist |
| 66 min           | Pénalités                          | 66 min                      | | Arbitrage : Wolmer Edqvist Mikael Sjökvist |
| 25               | Tirs                               | 30                          | | Arbitrage : Wolmer Edqvist Mikael Sjökvist |

| 31 août 2012 | Vienna Capitals | 2-1 (TB) (0-0, 0-1, 1-0, 1-0) | HC Slovan Bratislava | Albert Schultz Halle, Vienne 4 300 spectateurs |

| Feuille de match | Feuille de match                          | Feuille de match | Feuille de match                             | Feuille de match                                                  |
| ---------------- | ----------------------------------------- | ---------------- | -------------------------------------------- | ----------------------------------------------------------------- |
|                  | 52 min 19 s, Lakos 60 min 16 s, Blatny SN | 0-1 1-1 2-1      | 38 min 31 s, Dravecky (Kukumberg, Svarny) SN | Arbitrage : Stefan Bauer Jens Steinecke Marcus Höfer Roger Knauss |
| Matt Zaba        | Gardiens                                  | Ville Hostikka   |                                              | Arbitrage : Stefan Bauer Jens Steinecke Marcus Höfer Roger Knauss |
| 10 min           | Pénalités                                 | 22 min           |                                              | Arbitrage : Stefan Bauer Jens Steinecke Marcus Höfer Roger Knauss |
| 27               | Tirs                                      | 25               |                                              | Arbitrage : Stefan Bauer Jens Steinecke Marcus Höfer Roger Knauss |

| 6 septembre 2012 | KalPa | 3-2 (TB) (0-1, 0-0, 2-1, 0-0, 1-0) | HV71 | Niiralan Monttu, Kuopio 2 306 spectateurs |

| Feuille de match | Feuille de match                                                                              | Feuille de match    | Feuille de match                                                   | Feuille de match                                                          |
| ---------------- | --------------------------------------------------------------------------------------------- | ------------------- | ------------------------------------------------------------------ | ------------------------------------------------------------------------- |
|                  | 50 min 14 s, Kauppinen (Kapanen, Timonen) 53 min 43 s, Lehkonen (Miettinen, Timonen) Lehkonen | 0-1 1-1 2-1 2-2 3-2 | 10 min 29 s, Sundh (Dyk) 56 min 11 s, Karlsson (Sandberg, Engsund) | Arbitrage : Jarno Heikkinen Ville Stigell Ville Juntunen Jorma Niskasaari |
| Mikko Koskinen   | Gardiens                                                                                      | Jonas Gunnarsson    |                                                                    | Arbitrage : Jarno Heikkinen Ville Stigell Ville Juntunen Jorma Niskasaari |
| 12 min           | Pénalités                                                                                     | 14 min              |                                                                    | Arbitrage : Jarno Heikkinen Ville Stigell Ville Juntunen Jorma Niskasaari |
| 26               | Tirs                                                                                          | 18                  |                                                                    | Arbitrage : Jarno Heikkinen Ville Stigell Ville Juntunen Jorma Niskasaari |

| 7 septembre 2012 | JYP | 3-5 (1-0, 2-3, 0-2) | Linköpings HC | Synergia Areena, Jyväskylä 2 064 spectateurs |

| Feuille de match | Feuille de match                                                                                                 | Feuille de match                | Feuille de match | Feuille de match                            |
| ---------------- | --- | ------------------------------- | --- | ------------------------------------------- |
|                  | 17 min 01 s, Perrin (Jaatinen, Myttynen) 21 min 40 s, Jaatinen (Lahti) 24 min 35 s, Lepine (Välivaara, Quirk) SN | 1-0 2-0 3-0 3-1 3-2 3-3 3-4 3-5 | 25 min 44 s, Himelfarb (Nermark, Hultström) 30 min 26 s, Jämtin (Weinhandl, Almtorp) SN 35 min 23 s, Salmonsson (Figren) 40 min 34 s, Söderberg 43 min 35 s, Arlbrandt (Söderberg, Weinhandl) double SN | Arbitrage : Antti Hämäläinen Jukka Pelkonen |
| Joni Myllykoski  | Gardiens | Andreas Andersson               | | Arbitrage : Antti Hämäläinen Jukka Pelkonen |
| 12 min           | Pénalités | 24 min                          | | Arbitrage : Antti Hämäläinen Jukka Pelkonen |
| 35               | Tirs | 31                              | | Arbitrage : Antti Hämäläinen Jukka Pelkonen |

| 16 octobre 2012 | HC Sparta Prague | 6-7 (1-0, 0-5, 5-2) | Vienna Capitals | Tipsport arena, Prague 700 spectateurs |

| Feuille de match | Feuille de match | Feuille de match                                    | Feuille de match | Feuille de match         |
| ---------------- | --- | --------------------------------------------------- | --- | ------------------------ |
|                  | 12 min 01 s, Prochazka (Bros) SN 45 min 56 s, Prochazka (Mojzis) 47 min 40 s, Lunak (Simon) 48 min 05 s, Mojzis (Pribyl, Bros) SN 57 min 07 s, Zovinec (Mrna, Forman) 59 min 10 s, Prochazka | 1-0 1-1 1-2 1-3 1-4 1-5 2-5 3-5 4-5 4-6 5-6 5-7 6-7 | 26 min 42 s, Ferland (Romano) 29 min 19 s, Romano (Rotter) SN 31 min 07 s, Potter (Ferland, Olsson) 31 min 35 s, Fortier (Pinter) 34 min 01 s, Romano (Rotter, Soares) SN 53 min 08 s, Schlacher (Pinter) 59 min 05 s, Olsson (Ferland) (cage vide) | Arbitrage : Smitka Hruby |
| Marek Schwarz    | Gardiens | Matt Zaba                                           | | Arbitrage : Smitka Hruby |
| 18 min           | Pénalités | 18 min                                              | | Arbitrage : Smitka Hruby |
| 27               | Tirs | 34                                                  | | Arbitrage : Smitka Hruby |

| 20 octobre 2012 | HV71 | 2-3 (1-0, 1-2, 0-1) | JYP | Kinnarps Arena, Jönköping 2 087 spectateurs |

| Feuille de match | Feuille de match                                            | Feuille de match    | Feuille de match                                                                                       | Feuille de match           |
| ---------------- | ----------------------------------------------------------- | ------------------- | --- | -------------------------- |
|                  | 14 min 42 s, Romfors 34 min 39 s, Johnsson (Rönning, Djerf) | 1-0 1-1 1-2 2-2 2-3 | 28 min 21 s, Virtanen (Myttynen) 34 min 23 s, Myttynen (Virtanen) 50 min 58 s, Lepine (Abid, Peverley) | Arbitrage : Wolmer Enqvist |
| Jonas Gunnarsson | Gardiens                                                    | Joni Myllykoski     | | Arbitrage : Wolmer Enqvist |
| 6 min            | Pénalités                                                   | 6 min               | | Arbitrage : Wolmer Enqvist |
| 31               | Tirs                                                        | 33                  | | Arbitrage : Wolmer Enqvist |

| 22 octobre 2012 | Linköpings HC | 3-2 (2-1, 1-0, 0-1) | KalPa | Cloetta Center, Linköping 785 spectateurs |

| Feuille de match | Feuille de match | Feuille de match    | Feuille de match                                                | Feuille de match                              |
| ---------------- | --- | ------------------- | --------------------------------------------------------------- | --------------------------------------------- |
|                  | 04 min 21 s, Ottosson (Hjalmarsson) 05 min 28 s, Nermark (Brehmer, Crus Rydberg) 34 min 15 s, Vrana (Himelfarb, Hjalmarsson) | 1-0 2-0 2-1 3-1 3-2 | 06 min 35 s, Kauppinen (Kerälä) 59 min 27 s, Masuhr (Riekkinen) | Arbitrage : Christoffer Karlsson Linus Öhlund |
| Marcus Högberg   | Gardiens | Juha Toivonen       |                                                                 | Arbitrage : Christoffer Karlsson Linus Öhlund |
| 8 min            | Pénalités | 4 min               |                                                                 | Arbitrage : Christoffer Karlsson Linus Öhlund |
| 20               | Tirs | 29                  |                                                                 | Arbitrage : Christoffer Karlsson Linus Öhlund |

| 27 novembre 2012 | Vienna Capitals | 1-6 (0-2, 0-3, 1-1) | Pirati Chomutov | Albert Schultz Halle, Vienne 2 750 spectateurs |

| Feuille de match               | Feuille de match                         | Feuille de match            | Feuille de match | Feuille de match                             |
| ------------------------------ | ---------------------------------------- | --------------------------- | --- | -------------------------------------------- |
|                                | 52 min 49 s, Nador (Hollendonner, Lakos) | 0-1 0-2 0-3 0-4 0-5 0-6 1-6 | 04 min 03 s, Szakal (Seman, Charousek) double SN 06 min 22 s, Chlouba (Gajovsky) 24 min 18 s, Ondrej (Treille, Bartejs) 28 min 59 s, Ton (Chlouba) 30 min 52 s, Hammerbauer 48 min 05 s, Ton (Rutta, Prosek) | Arbitrage : Graber Michael Potocan Chridtian |
| Fabian Weinhandl David Kickert | Gardiens                                 | Jan Kassak                  | | Arbitrage : Graber Michael Potocan Chridtian |
| 10 min                         | Pénalités                                | 14 min                      | | Arbitrage : Graber Michael Potocan Chridtian |
| 42                             | Tirs                                     | 29                          | | Arbitrage : Graber Michael Potocan Chridtian |

| Clt   | Équipe               | PJ | V | VP | D | DP | BP | BC | Diff | Pts |
| ----- | -------------------- | -- | - | -- | - | -- | -- | -- | ---- | --- |
| +001, | HV71                 | 8  | 6 | 0  | 1 | 1  | 29 | 12 | +17  | 19  |
| +002, | Pirati Chomutov      | 8  | 3 | 2  | 1 | 2  | 34 | 22 | +12  | 15  |
| +003, | Vienna Capitals      | 8  | 3 | 2  | 2 | 1  | 24 | 26 | -2   | 14  |
| +004, | Linköpings HC        | 8  | 3 | 1  | 3 | 1  | 23 | 29 | -6   | 12  |
| +005, | HC Sparta Prague     | 8  | 3 | 1  | 4 | 0  | 29 | 34 | -5   | 11  |
| +006, | HC Slovan Bratislava | 8  | 1 | 3  | 3 | 1  | 22 | 21 | +1   | 10  |
| +007, | JYP Jyväskylä        | 8  | 2 | 0  | 4 | 2  | 23 | 32 | -9   | 8   |
| +008, | KalPa                | 8  | 1 | 1  | 4 | 2  | 21 | 29 | -8   | 7   |

- Qualifié pour les quarts de finale

### Division Est
| 14 août 2012 | Bili Tygri Liberec | 5-3 (0–0, 3–2, 2–1) | HC Fribourg-Gottéron | Svijanská aréna, Liberec 1 000 spectateurs |

| Feuille de match | Feuille de match | Feuille de match                | Feuille de match | Feuille de match                                                 |
| ---------------- | --- | ------------------------------- | --- | ---------------------------------------------------------------- |
|                  | T. Urban (P. Nedvěd, L. Derner) (SN) – 21 min 28 s D. Špaček (M. Bárta, P. Nedvěd) – 25 min 12 s D. Havíř (P. Nedvěd, T. Urban) (SN) – 33 min 13 s J. Kudrna – 46 min 15 s J. Kudrna (P. Nedvěd) (cage vide) – 60 min 00 s | 1–0 1–1 2–1 3–1 3–2 4–2 4–3 5–3 | 22 min 08 s – G. Mauldin (S. Brügger) 35 min 24 s – R. Loeffel (A. Bykov, P. Rosa) (SN) 55 min 46 s – G. Mauldin (A. Bykov, B. Plüss) | Arbitrage : Michal Hrubý Jan Smítka Lukáš Kajínek Lukáš Podrazil |
| Marek Pinc       | Gardiens | Benjamin Conz                   | | Arbitrage : Michal Hrubý Jan Smítka Lukáš Kajínek Lukáš Podrazil |
| 16 min           | Pénalités | 24 min                          | | Arbitrage : Michal Hrubý Jan Smítka Lukáš Kajínek Lukáš Podrazil |
| 34               | Tirs | 25                              | | Arbitrage : Michal Hrubý Jan Smítka Lukáš Kajínek Lukáš Podrazil |

| 17 août 2012 | Tappara | 4-1 (1–1, 1–0, 2–0) | HC Pardubice | Hakametsä, Tampere 2 067 spectateurs |

| Feuille de match | Feuille de match | Feuille de match    | Feuille de match                    | Feuille de match                           |
| ---------------- | --- | ------------------- | ----------------------------------- | ------------------------------------------ |
|                  | 10 min 02 s, Koskiranta (Erkinjuntti) 24 min 49 s, Barkov (Peltola) 48 min 28 s, Haapala (Kaksonen, Makkonen) SN 50 min 15 s, Erkinjuntti (Koskiranta, Aalto) | 1–0 1–1 2–1 3–1 4–1 | 19 min 41 s, Koci (Brendl, Pisa) SN | Arbitrage : Timo Favorin Jari-Pekka Pajula |
| Pekka Tuokkola   | Gardiens | Martin Růžička      |                                     | Arbitrage : Timo Favorin Jari-Pekka Pajula |
| 12 min           | Pénalités | 14 min              |                                     | Arbitrage : Timo Favorin Jari-Pekka Pajula |
| 26               | Tirs | 28                  |                                     | Arbitrage : Timo Favorin Jari-Pekka Pajula |

| 17 août 2012 | TPS | 5-2 (3–1, 1–1, 1–0) | Bili Tygri Liberec | HK Areena, Turku 2 112 spectateurs |

| Feuille de match | Feuille de match | Feuille de match            | Feuille de match                                                          | Feuille de match                                                     |
| ---------------- | --- | --------------------------- | ------------------------------------------------------------------------- | -------------------------------------------------------------------- |
|                  | 05 min 26 s, Locke (Hattunen, Vahalahti) 05 min 48 s, Hattunen (Locke, Vahalahti) 07 min 27 s, Seinelä (Tuominen, Huhtala) 39 min 12 s, Anttila (Tuomainen, Koskiranta) SN 58 min 47 s, Huhtala (Kulmala) cage vide | 1–0 2–0 3–0 3–1 3–2 4–2 5–2 | 18 min 14 s, Vantuch (Barta, Vytisk) 27 min 15 s, Urban (Cebak, Visek) SN | Arbitrage : Stefan Fonselius Aleksi Rantala Ville Aalto Joona Elonen |
| Atte Engren      | Gardiens | Marek Pinc Tomáš Vošvrda    |                                                                           | Arbitrage : Stefan Fonselius Aleksi Rantala Ville Aalto Joona Elonen |
| 8 min            | Pénalités | 16 min                      |                                                                           | Arbitrage : Stefan Fonselius Aleksi Rantala Ville Aalto Joona Elonen |
| 24               | Tirs | 36                          |                                                                           | Arbitrage : Stefan Fonselius Aleksi Rantala Ville Aalto Joona Elonen |

| 17 août 2012 | Djurgårdens IF | 4-1 (2–0, 1–1, 1–0) | CP Berne | Hovet, Stockholm 2 023 spectateurs |

| Feuille de match | Feuille de match | Feuille de match    | Feuille de match                                 | Feuille de match                                                            |
| ---------------- | --- | ------------------- | ------------------------------------------------ | --------------------------------------------------------------------------- |
|                  | 07 min 01 s, Johner (Weigel, Bremberg) SN 08 min 36 s, Sörensen (Eklund, Andersson) double SN 37 min 00 s, Lidström (Pettersson, Holmqvist) double SN 55 min 56 s, Gustafsson (Ljungh) SN | 1–0 2–0 2–1 3–1 4–1 | 26 min 06 s, Ritchie (Danielsson, Collenberg) SN | Arbitrage : Thomas Andersson Patrik Sjöberg Fredrik Altberg Fredrik Carlman |
| Adam Reideborn   | Gardiens | Marco Bührer        |                                                  | Arbitrage : Thomas Andersson Patrik Sjöberg Fredrik Altberg Fredrik Carlman |
| 14 min           | Pénalités | 62 min              |                                                  | Arbitrage : Thomas Andersson Patrik Sjöberg Fredrik Altberg Fredrik Carlman |
| 23               | Tirs | 16                  |                                                  | Arbitrage : Thomas Andersson Patrik Sjöberg Fredrik Altberg Fredrik Carlman |

| 17 août 2012 | Brynäs IF | 4-2 (1–0, 2–0, 1–2) | HC Fribourg-Gottéron | Läkerol Arena, Gävle 3 138 spectateurs |

| Feuille de match | Feuille de match | Feuille de match         | Feuille de match                                               | Feuille de match |
| ---------------- | --- | ------------------------ | -------------------------------------------------------------- | ---------------- |
|                  | 13 min 32 s, Widing (Löf) double SN 27 min 59 s, Harju (Thuresson, Järnkrok) 33 min 35 s, Sundqvist (Järnkrok, Thuresson) 58 min 28 s, Nordqvist (Hansen, Järnkrok) cage vide | 1–0 2–0 3–0 3–1 3–2 4–2  | 41 min 22 s, Rosa (Loeffel) SN 58 min 12 s, Jeannin (Bykov) SN |                  |
| Robin Rahm       | Gardiens | Simon Rytz Benjamin Conz |                                                                |                  |
| 8 min            | Pénalités | 12 min                   |                                                                |                  |
| 27               | Tirs | 24                       |                                                                |                  |

| 18 août 2012 | Djurgårdens IF | 1-0 (0–0, 1–0, 0–0) | HC Fribourg-Gottéron | Hovet, Stockholm 1 700 spectateurs |

| Feuille de match | Feuille de match                           | Feuille de match | Feuille de match | Feuille de match                      |
| ---------------- | ------------------------------------------ | ---------------- | ---------------- | ------------------------------------- |
|                  | 39 min 41 s, Eriksson (Eklund, Gustafsson) | 1-0              |                  | Arbitrage : Linus Öhlund Tobias Björk |
| Chet Pickard     | Gardiens                                   | Benjamin Conz    |                  | Arbitrage : Linus Öhlund Tobias Björk |
| 8 min            | Pénalités                                  | 8 min            |                  | Arbitrage : Linus Öhlund Tobias Björk |
| 19               | Tirs                                       | 32               |                  | Arbitrage : Linus Öhlund Tobias Björk |

| 18 août 2012 | Tappara | 7-2 (1–1, 4–1, 2–0) | Bili Tygri Liberec | Hakametsä, Tampere 2 595 spectateurs |

| Feuille de match | Feuille de match | Feuille de match                    | Feuille de match                                                 | Feuille de match                            |
| ---------------- | --- | ----------------------------------- | ---------------------------------------------------------------- | ------------------------------------------- |
|                  | 13 min 37 s, Haapala (Peltola, Barkov) 21 min 39 s, Barkov (Peltola) SN 23 min 33 s, Connolly (Mäntylä, Erkinjuntti) SN 37 min 45 s, Ahtola (Kaksonen) SN 39 min 39 s, Mäntylä (Erkinjuntti, Connolly) SN 52 min 44 s, Ahtola (Connolly) 56 min 16 s, Erkinjuntti (Connolly, Aalto) SN | 1–0 1–1 2–1 2–2 3–2 4–2 5–2 6–2 7–2 | 15 min 16 s, Urban (Vlach, Vantuch) 24 min 24 s, Galambos (Kica) | Arbitrage : Hannu Henriksson Jussi Leppänen |
| Juha Metsola     | Gardiens | Marek Pinc Tomáš Vošvrda            |                                                                  | Arbitrage : Hannu Henriksson Jussi Leppänen |
| 14 min           | Pénalités | 20 min                              |                                                                  | Arbitrage : Hannu Henriksson Jussi Leppänen |
| 31               | Tirs | 30                                  |                                                                  | Arbitrage : Hannu Henriksson Jussi Leppänen |

| 18 août 2012 | Brynäs IF | 3-4 (TB) (1–0, 0–0, 2–3, 0–0, 0–1) | CP Berne | Läkerol Arena, Gävle 2 873 spectateurs |

| Feuille de match | Feuille de match                                                                                             | Feuille de match            | Feuille de match | Feuille de match                           |
| ---------------- | --- | --------------------------- | --- | ------------------------------------------ |
|                  | 12 min 16 s, Nordqvist (Lavander, Widing) 22 min 28 s, Enterfeldt (Gunderson) SN 26 min 39 s, Widing (Ollas) | 1–0 2–0 3–0 3–1 3–2 3–3 3-4 | 49 min 05 s, Berger (Ritchie, Danielsson) 55 min 08 s, Rubin (Bertschy) 59 min 39 s, Gardner (Rubin, Hänni) Gardner | Arbitrage : Wolmer Edqvist Mikael Sjöqvist |
| Daniel Hansen    | Gardiens | Marco Bührer                | | Arbitrage : Wolmer Edqvist Mikael Sjöqvist |
| 10 min           | Pénalités | 10 min                      | | Arbitrage : Wolmer Edqvist Mikael Sjöqvist |
| 28               | Tirs | 34                          | | Arbitrage : Wolmer Edqvist Mikael Sjöqvist |

| 19 août 2012 | TPS | 2-4 (1-0, 0-1, 1-3) | HC Pardubice | HK Areena, Turku 2 276 spectateurs |

| Feuille de match | Feuille de match                                                    | Feuille de match        | Feuille de match | Feuille de match                            |
| ---------------- | ------------------------------------------------------------------- | ----------------------- | --- | ------------------------------------------- |
|                  | 10 min 04 s, Laakso (Locke, Ehrhardt) SN 42 min 24 s, Laakso (Salo) | 1-0 1-1 2-1 2-2 2-3 2-4 | 35 min 00 s Somik (Brendl, Sicak) 50 min 49 s, Benak (Zohorna) 54 min 29 s, Cetkovsky (Daloga, Sicak) 58 min 18 s, Brendl (Somik) cage vide | Arbitrage : Aleksi Rantala Stefan Fonselius |
| Atte Engren      | Gardiens                                                            | Dušan Salfický          | | Arbitrage : Aleksi Rantala Stefan Fonselius |
| 6 min            | Pénalités                                                           | 20 min                  | | Arbitrage : Aleksi Rantala Stefan Fonselius |
| 31               | Tirs                                                                | 33                      | | Arbitrage : Aleksi Rantala Stefan Fonselius |

| 24 août 2012 | HC Pardubice | 6-2 (0-1, 4-1, 2-0) | Brynäs IF | CEZ Arena, Pardubice 2 854 spectateurs |

| Feuille de match | Feuille de match | Feuille de match                | Feuille de match                                                     | Feuille de match                     |
| ---------------- | --- | ------------------------------- | -------------------------------------------------------------------- | ------------------------------------ |
|                  | 22 min 05 s, Kousal (Cetkovsky, Nahodil) 27 min 00 s, Koci (Somik, Beech) SN 29 min 06 s, Sagat (Pisa, Zohorna) SN 34 min 30 s, Nahodil (Buchtele) 51 min 53 s, Stary (Benak) 57 min 29 s, Kolar (Zohorna) | 0-1 1-1 1-2 2-2 3-2 4-2 5-2 6-2 | 02 min 06 s, Thuresson (Johansson) 22 min 51 s, Granström (Lindholm) | Arbitrage : Hradil Husicka Kis Novak |
| Martin Ruzicka   | Gardiens | Jonas Johansson                 |                                                                      | Arbitrage : Hradil Husicka Kis Novak |
| 24 min           | Pénalités | 14 min                          |                                                                      | Arbitrage : Hradil Husicka Kis Novak |
| 51               | Tirs | 23                              |                                                                      | Arbitrage : Hradil Husicka Kis Novak |

| 24 août 2012 | Bili Tygri Liberec | 6-2 (1-1, 5-0, 0-1) | Djurgårdens IF | Tipsport Arena, Liberec 1 573 spectateurs |

| Feuille de match | Feuille de match | Feuille de match                | Feuille de match                                                            | Feuille de match                      |
| ---------------- | --- | ------------------------------- | --------------------------------------------------------------------------- | ------------------------------------- |
|                  | 06 min 47 s, Urban (Vytisk, Vantuch) 25 min 37 s, Urban (Filippi) 26 min 48 s, Dusek (Cakajik) 28 min 12 s, Nedvěd (Vantuch, Urban) 37 min 17 s, Filippi 38 min 10 s, Vantuch (Urban, Nedved) | 0-1 1-1 2-1 3-1 4-1 5-1 6-1 6-2 | 05 min 49 s, Eriksson (Lidström, Weigel) 55 min 24 s, Blomstrand (Lidström) | Arbitrage : Hruby Minar Blümel Barvir |
| Marek Pinc       | Gardiens | Adam Reideborn                  |                                                                             | Arbitrage : Hruby Minar Blümel Barvir |
| 10 min           | Pénalités | 18 min                          |                                                                             | Arbitrage : Hruby Minar Blümel Barvir |
| 24               | Tirs | 41                              |                                                                             | Arbitrage : Hruby Minar Blümel Barvir |

| 24 août 2012 | CP Berne | 1-4 (1-1, 0-2, 0-1) | TPS | Postfinance Arena, Berne 1 137 spectateurs |

| Feuille de match | Feuille de match                       | Feuille de match    | Feuille de match | Feuille de match              |
| ---------------- | -------------------------------------- | ------------------- | --- | ----------------------------- |
|                  | 02 min 42 s, Bertschy (Hänni, Ritchie) | 1-0 1-1 1-2 1-3 1-4 | 04 min 37 s, Vahalahti (Willsie, Locke) 28 min 30 s, Willsie (Vahalahti, Locke) 14 min 15 s, Ristolainen (Vahalahti, Locke) SN 59 min 58 s Anttila (Laakso, Salo) (cage vide) | Arbitrage : Eichmann Rochette |
| Olivier Gigon    | Gardiens                               | Atte Engren         | | Arbitrage : Eichmann Rochette |
| 14 min           | Pénalités                              | 24 min              | | Arbitrage : Eichmann Rochette |
| 23               | Tirs                                   | 21                  | | Arbitrage : Eichmann Rochette |

| 24 août 2012 | HC Fribourg-Gottéron | 2-3 (TB) (0-0, 1-1, 1-1, 0-0, 0-1) | Tappara | BCF-Arena, Fribourg 1 111 spectateurs |

| Feuille de match | Feuille de match                                                                   | Feuille de match    | Feuille de match                                                                 | Feuille de match                      |
| ---------------- | ---------------------------------------------------------------------------------- | ------------------- | -------------------------------------------------------------------------------- | ------------------------------------- |
|                  | 15 min 28 s, Jeannin (Knoepfli, Birbaum) 30 min 23 s, Vauclair (Kwiatkowski, Dubé) | 0-1 1-1 2-1 2-2 2-3 | 04 min 35 s, Erkinjuntti (Connolly) 36 min 54 s, Makkonen (Kaksonen) Erkinjuntti | Arbitrage : Massy Wehrli Kaderli Wüst |
| Benjamin Conz    | Gardiens                                                                           | Juha Metsola        |                                                                                  | Arbitrage : Massy Wehrli Kaderli Wüst |
| 10 min           | Pénalités                                                                          | 35 min              |                                                                                  | Arbitrage : Massy Wehrli Kaderli Wüst |
| 28               | Tirs                                                                               | 25                  |                                                                                  | Arbitrage : Massy Wehrli Kaderli Wüst |

| 25 août 2012 | Bili Tygri Liberec | 1-2 (1-1, 0-0, 0-1) | Brynäs IF | Tipsport Arena, Liberec 1 471 spectateurs |

| Feuille de match | Feuille de match           | Feuille de match | Feuille de match                                                                   | Feuille de match                          |
| ---------------- | -------------------------- | ---------------- | ---------------------------------------------------------------------------------- | ----------------------------------------- |
|                  | 10 min 16 s, Dusek (Barta) | 1-0 1-1 1-2      | 15 min 53 s, Persson (Hansen, Johansson) 58 min 02 s, Harju (Lavander, Enterfeldt) | Arbitrage : Hruby Soucek Kajinek Podrazil |
| Marek Pinc       | Gardiens                   | Johan Holmqvist  |                                                                                    | Arbitrage : Hruby Soucek Kajinek Podrazil |
| 24 min           | Pénalités                  | 22 min           |                                                                                    | Arbitrage : Hruby Soucek Kajinek Podrazil |
| 23               | Tirs                       | 33               |                                                                                    | Arbitrage : Hruby Soucek Kajinek Podrazil |

| 25 août 2012 | HC Fribourg-Gottéron | 2-1 (pr) (0-1, 0-0, 1-0, 1-0) | TPS | BCF-Arena, Fribourg 1 227 spectateurs |

| Feuille de match | Feuille de match                                                 | Feuille de match  | Feuille de match                            | Feuille de match                                                     |
| ---------------- | ---------------------------------------------------------------- | ----------------- | ------------------------------------------- | -------------------------------------------------------------------- |
|                  | 41 min 40 s, Loeffel (Jeannin) SN 64 min 49 s, Rosa (Loeffel) SN | 0-1 1-1 2-1       | 17 min 44 s, Koskiranta (Virtala, Ehrhardt) | Arbitrage : Jimmy Bergamelli Damien Velay Nicolas Flury Daniel Zosso |
| Simon Rytz       | Gardiens                                                         | Antero Niittymäki |                                             | Arbitrage : Jimmy Bergamelli Damien Velay Nicolas Flury Daniel Zosso |
| 24 min           | Pénalités                                                        | 36 min            |                                             | Arbitrage : Jimmy Bergamelli Damien Velay Nicolas Flury Daniel Zosso |
| 31               | Tirs                                                             | 23                |                                             | Arbitrage : Jimmy Bergamelli Damien Velay Nicolas Flury Daniel Zosso |

| 25 août 2012 | HC Pardubice | 5-1 (3-0, 1-1, 1-0) | Djurgårdens IF | CEZ Arena, Pardubice 2 436 spectateurs |

| Feuille de match | Feuille de match | Feuille de match        | Feuille de match                              | Feuille de match                  |
| ---------------- | --- | ----------------------- | --------------------------------------------- | --------------------------------- |
|                  | 03 min 18 s, Sagat (Sicak) 05 min 08 s, Koci (Pisa, Somik) SN 08 min 36 s, Sicak (Nosek, Brendl) 36 min 21 s, Kousal IN 57 min 28 s, Nosek (Semorad, Cetkovsky) | 1-0 2-0 3-0 3-1 4-1 5-1 | 29 min 12 s, Pettersson (Holmqvist, Eriksson) | Arbitrage : Minar Smitka Kis Hejl |
| Dusan Salficky   | Gardiens | Chet Pickard            |                                               | Arbitrage : Minar Smitka Kis Hejl |
| 8 min            | Pénalités | 18 min                  |                                               | Arbitrage : Minar Smitka Kis Hejl |
| 40               | Tirs | 26                      |                                               | Arbitrage : Minar Smitka Kis Hejl |

| 25 août 2012 | CP Berne | 3-4 (pr) (2-1, 1-0, 0-2, 0-1) | Tappara | Postfinance Arena, Berne 2 074 spectateurs |

| Feuille de match | Feuille de match | Feuille de match            | Feuille de match | Feuille de match                        |
| ---------------- | --- | --------------------------- | --- | --------------------------------------- |
|                  | 01 min 52 s, Randegger (Rüthemann, Muller) 05 min 42 s, Gardner (Danielsson, Rubin) 29 min 21 s, Scherwey (Déruns, Vermin) | 1-0 2-0 2-1 3-1 3-2 3-3 3-4 | 15 min 18 s, Koskiranta (Erkinjuntti, Leimu) 51 min 31 s, Koskiranta (Erkinjuntti) 58 min 06 s, Haapala (Barkov, Nieminen) 63 min 14 s, Aalto double SN | Arbitrage : Markus Kämpfer Didier Massy |
| Marco Bührer     | Gardiens | Pekka Tuokkola              | | Arbitrage : Markus Kämpfer Didier Massy |
| 26 min           | Pénalités | 35 min                      | | Arbitrage : Markus Kämpfer Didier Massy |
| 16               | Tirs | 24                          | | Arbitrage : Markus Kämpfer Didier Massy |

| 30 août 2012 | Djurgårdens IF | 5-4 (TB) (0-1, 2-1, 2-2, 0-0, 1-0) | Brynäs IF | Hovet, Stockholm 2 476 spectateurs |

| Feuille de match | Feuille de match | Feuille de match                    | Feuille de match | Feuille de match                           |
| ---------------- | --- | ----------------------------------- | --- | ------------------------------------------ |
|                  | 12 min 40 s, Ölvestad (Pettersson) SN 25 min 22 s, Blomstrand (Eklund) 30 min 34 s, Holmqvist (Andersson) 41 min 32 s, Blomstrand (Pettersson) Holmqvist | 1-0 1-1 2-1 3-1 3-2 3-3 4-3 4-4 5-4 | 18 min 52 s, Thuresson 32 min 00 s, Nordqvist (Lauritzen, Widing) 40 min 42 s, Järnkrok (Ollas) SN 51 min 12 s, Harju (Lauritzen) | Arbitrage : Patrik Sjöberg Mikael Sjöqvist |
| Adam Reideborn   | Gardiens | Johan Holmqvist                     | | Arbitrage : Patrik Sjöberg Mikael Sjöqvist |
| 17 min           | Pénalités | 18 min                              | | Arbitrage : Patrik Sjöberg Mikael Sjöqvist |
| 27               | Tirs | 37                                  | | Arbitrage : Patrik Sjöberg Mikael Sjöqvist |

| 31 août 2012 | HC Pardubice | 0-3 (0-0, 0-0, 0-3) | Bili Tygri Liberec | CEZ Arena, Pardubice 1 273 spectateurs |

| Feuille de match | Feuille de match | Feuille de match | Feuille de match                                                                                | Feuille de match                          |
| ---------------- | ---------------- | ---------------- | ----------------------------------------------------------------------------------------------- | ----------------------------------------- |
|                  |                  | 0-1 0-2 0-3      | 45 min 25 s, Kica (Cebak) 58 min 42 s, Kudrna (Cakajik) 59 min 39 s, Havir (Cakajik, Kudrna) SN | Arbitrage : Blecha Homola Cizek Drinovsky |
| Martin Růžička   | Gardiens         | Robin Blazicek   |                                                                                                 | Arbitrage : Blecha Homola Cizek Drinovsky |
| 18 min           | Pénalités        | 16 min           |                                                                                                 | Arbitrage : Blecha Homola Cizek Drinovsky |
| 32               | Tirs             | 35               |                                                                                                 | Arbitrage : Blecha Homola Cizek Drinovsky |

| 31 août 2012 | TPS | 0-1 (0-0, 0-1, 0-0) | Tappara | HK Areena, Turku 2 838 spectateurs |

| Feuille de match  | Feuille de match | Feuille de match | Feuille de match                      | Feuille de match                     |
| ----------------- | ---------------- | ---------------- | ------------------------------------- | ------------------------------------ |
|                   |                  | 0-1              | 37 min 15 s, Mäntylä (Peltola, Aalto) | Arbitrage : Antti Boman Jari Levonen |
| Antero Niittymäki | Gardiens         | Juha Metsola     |                                       | Arbitrage : Antti Boman Jari Levonen |
| 10 min            | Pénalités        | 12 min           |                                       | Arbitrage : Antti Boman Jari Levonen |
| 17                | Tirs             | 21               |                                       | Arbitrage : Antti Boman Jari Levonen |

| 31 août 2012 | HC Fribourg-Gottéron | 4-3 (1-1, 0-1, 3-1) | CP Berne | BCF-Arena, Fribourg 1 534 spectateurs |

| Feuille de match | Feuille de match | Feuille de match            | Feuille de match | Feuille de match                        |
| ---------------- | --- | --------------------------- | --- | --------------------------------------- |
|                  | 03 min 06 s, Rosa (Knoepfli, Ngoy) 42 min 06 s, Loeffel (Jeannin) SN 44 min 22 s, Bykov (Plüss, Mauldin) 52 min 00 s, Hasani (Dubé) | 0-1 1-1 1-2 2-2 3-2 3-3 4-3 | 00 min 20 s, Ritchie (Rubin, Gerber) 26 min 51 s, Ritchie (Hänni, Berger) double SN 50 min 31 s, Danielsson (Gardner, Bertschy) | Arbitrage : Kurmann Massy Fluri Mueller |
| Benjamin Conz    | Gardiens | Olivier Gigon               | | Arbitrage : Kurmann Massy Fluri Mueller |
| 10 min           | Pénalités | 10 min                      | | Arbitrage : Kurmann Massy Fluri Mueller |
| 26               | Tirs | 30                          | | Arbitrage : Kurmann Massy Fluri Mueller |

| 1er septembre 2012 | Brynäs IF | 3-0 (1-0, 1-0, 1-0) | Djurgårdens IF | Läkerol Arena, Gävle 3 001 spectateurs |

| Feuille de match | Feuille de match | Feuille de match | Feuille de match | Feuille de match                           |
| ---------------- | --- | ---------------- | ---------------- | ------------------------------------------ |
|                  | 14 min 20 s, Lauritzen (Harju, Gunderson) SN 22 min 39 s, Nordqvist (Widing, Lauritzen) 43 min 41 s, Thuresson (Persson, Nordqvist) SN | 1-0 2-0 3-0      |                  | Arbitrage : Tomas Andersson Shane Warschaw |
| Robin Rahm       | Gardiens | Chet Pickard     |                  | Arbitrage : Tomas Andersson Shane Warschaw |
| 33 min           | Pénalités | 16 min           |                  | Arbitrage : Tomas Andersson Shane Warschaw |
| 33               | Tirs | 24               |                  | Arbitrage : Tomas Andersson Shane Warschaw |

| 1er septembre 2012 | Tappara | 1-2 (pr) (0-1, 0-0, 1-0, 0-1) | TPS | Hakametsä, Tampere 2 963 spectateurs |

| Feuille de match | Feuille de match                            | Feuille de match | Feuille de match                                                                   | Feuille de match                         |
| ---------------- | ------------------------------------------- | ---------------- | ---------------------------------------------------------------------------------- | ---------------------------------------- |
|                  | 47 min 10 s, Makkonen (Ahtola, Kaijomaa) SN | 0-1 1-1 1-2      | 13 min 53 s, Anttila (Pikkarainen) SN 63 min 28 s, Locke (Vittasmäki, Ristolainen) | Arbitrage : Jussi Leppänen Anssi Salonen |
| Pekka Tuokkola   | Gardiens                                    | Atte Engren      |                                                                                    | Arbitrage : Jussi Leppänen Anssi Salonen |
| 35 min           | Pénalités                                   | 26 min           |                                                                                    | Arbitrage : Jussi Leppänen Anssi Salonen |
| 52               | Tirs                                        | 28               |                                                                                    | Arbitrage : Jussi Leppänen Anssi Salonen |

| 1er septembre 2012 | CP Berne | 4-2 (1-1, 0-1, 3-0) | HC Fribourg-Gottéron | Postfinance Arena, Berne 1 725 spectateurs |

| Feuille de match | Feuille de match | Feuille de match        | Feuille de match                                                            | Feuille de match                          |
| ---------------- | --- | ----------------------- | --------------------------------------------------------------------------- | ----------------------------------------- |
|                  | 19 min 22 s, Berger (Jobin, Ritchie) 52 min 16 s, Randegger (Roche, Hänni) 57 min 26 s, Collenberg (Scherwey) 59 min 31 s, Randegger (Danielsson, Roche) SN (cage vide) | 0-1 1-1 1-2 2-2 3-2 4-2 | 08 min 33 s, Knoepfli (Heins, Dubé) SN 26 min 56 s, Ngoy (Dubé, Mauldin) SN | Arbitrage : Reiber Kämpfer Dumoulin Zosso |
| Marco Bührer     | Gardiens | Simon Rytz              |                                                                             | Arbitrage : Reiber Kämpfer Dumoulin Zosso |
| 8 min            | Pénalités | 12 min                  |                                                                             | Arbitrage : Reiber Kämpfer Dumoulin Zosso |
| 28               | Tirs | 25                      |                                                                             | Arbitrage : Reiber Kämpfer Dumoulin Zosso |

| 4 septembre 2012 | Brynäs IF | 4-1 (1-0, 1-1, 2-0) | TPS | Läkerol Arena, Gävle 2 057 spectateurs |

| Feuille de match | Feuille de match | Feuille de match    | Feuille de match                                   | Feuille de match                       |
| ---------------- | --- | ------------------- | -------------------------------------------------- | -------------------------------------- |
|                  | 15 min 19 s, Granström 36 min 22 s, Widing (Bertilsson, Nordqvist) double SN 41 min 34 s, Thuresson (Lauritzen) 50 min 03 s, Gunderson (Harju) SN | 1-0 1-1 2-1 3-1 4-1 | 33 min 36 s, Anttila (Ristolainen, Pikkarainen) SN | Arbitrage : Sören Persson Ulf Rönnmark |
| Johan Holmqvist  | Gardiens | Antero Niittymäki   |                                                    | Arbitrage : Sören Persson Ulf Rönnmark |
| 16 min           | Pénalités | 18 min              |                                                    | Arbitrage : Sören Persson Ulf Rönnmark |
| 39               | Tirs | 23                  |                                                    | Arbitrage : Sören Persson Ulf Rönnmark |

| 5 septembre 2012 | Bili Tygri Liberec | 4-3 (2-1, 2-1, 0-1) | HC Pardubice | Tipsport Arena, Liberec 1 682 spectateurs |

| Feuille de match | Feuille de match | Feuille de match            | Feuille de match                                                                                         | Feuille de match                          |
| ---------------- | --- | --------------------------- | --- | ----------------------------------------- |
|                  | 00 min 26 s, Visek (Dusek, Vytisk) 08 min 49 s, Netik 22 min 29 s, Dusek (Visek, Havir) 32 min 19 s, Visek (Nedved, Netik) SN | 1-0 2-0 2-1 3-1 4-1 4-2 4-3 | 13 min 17 s, Stary (Sagat) 37 min 42 s, Cetkovsky (Kolar, Sicak) SN 44 min 28 s, Stary (Sicak, Sagat) SN | Arbitrage : Hruby Smitka Kajinek Podrazil |
| Marek Pinc       | Gardiens | Dušan Salfický              | | Arbitrage : Hruby Smitka Kajinek Podrazil |
| 16 min           | Pénalités | 30 min                      | | Arbitrage : Hruby Smitka Kajinek Podrazil |
| 27               | Tirs | 17                          | | Arbitrage : Hruby Smitka Kajinek Podrazil |

| 6 septembre 2012 | Djurgårdens IF | 3-5 (1-0, 1-4, 1-1) | Tappara | Hovet, Stockholm 1 047 spectateurs |

| Feuille de match | Feuille de match                                                                                            | Feuille de match                | Feuille de match | Feuille de match                            |
| ---------------- | --- | ------------------------------- | --- | ------------------------------------------- |
|                  | 14 min 56 s, Gustafsson (Falk) 27 min 57 s, Eklund (Eriksson) 50 min 04 s, Eriksson (Gustafsson, Johner) SN | 1-0 1-1 1-2 2-2 2-3 2-4 3-4 3-5 | 24 min 07 s, Leimu (Kaksonen) 24 min 36 s, Leimu (Koskiranta, Saravo) 30 min 15 s, Aalto (Leimu, Makkonen) SN 31 min 35 s, Venäläinen (Leimu, Kaksonen) 50 min 13 s, Ahtola (Leimu, Makkonen) | Arbitrage : Wolmer Edqvist Christer Lärking |
| Chet Pickard     | Gardiens | Pekka Tuokkola                  | | Arbitrage : Wolmer Edqvist Christer Lärking |
| 12 min           | Pénalités                                                                                                   | 12 min                          | | Arbitrage : Wolmer Edqvist Christer Lärking |
| 25               | Tirs | 29                              | | Arbitrage : Wolmer Edqvist Christer Lärking |

| 15 octobre 2012 | TPS | 3-2 (0-1, 2-1, 1-0) | Djurgårdens IF | HK Areena, Turku 2 204 spectateurs |

| Feuille de match  | Feuille de match | Feuille de match    | Feuille de match                                                                   | Feuille de match                              |
| ----------------- | --- | ------------------- | ---------------------------------------------------------------------------------- | --------------------------------------------- |
|                   | 33 min 29 s, Virtala (Hattunen, Seppänen) SN 35 min 36 s, Vahalahti (Pikkarainen, Willsie) 44 min 17 s, Vittasmäki (Locke, Vahalahti) | 0-1 0-2 1-2 2-2 3-2 | 13 min 34 s, H. Eriksson (Falk, Eklund) 28 min 28 s, H. Eriksson (Granath, Eklund) | Arbitrage : Juhani Nirkkonen Stefan Fonselius |
| Antero Niittymäki | Gardiens | Adam Reideborn      |                                                                                    | Arbitrage : Juhani Nirkkonen Stefan Fonselius |
| 12 min            | Pénalités | 10 min              |                                                                                    | Arbitrage : Juhani Nirkkonen Stefan Fonselius |
| 29                | Tirs | 28                  |                                                                                    | Arbitrage : Juhani Nirkkonen Stefan Fonselius |

| 15 octobre 2012 | Tappara | 1-3 (1-0, 0-3, 0-0) | Brynäs IF | Hakametsä, Tampere 2 080 spectateurs |

| Feuille de match | Feuille de match                              | Feuille de match | Feuille de match                                                                           | Feuille de match                        |
| ---------------- | --------------------------------------------- | ---------------- | ------------------------------------------------------------------------------------------ | --------------------------------------- |
|                  | 18 min 15 s, Erkinjuntti (Connolly, Makkonen) | 1-0 1-1 1-2 1-3  | 29 min 15 s, Johansson (Hansen) 31 min 05 s, Harju (Widing, Enterfeldt) 33 min 59 s, Harju | Arbitrage : Timo Favorin Jari Leppäalho |
| Juha Metsola     | Gardiens                                      | Robin Rahm       |                                                                                            | Arbitrage : Timo Favorin Jari Leppäalho |
| 4 min            | Pénalités                                     | 8 min            |                                                                                            | Arbitrage : Timo Favorin Jari Leppäalho |
| 21               | Tirs                                          | 24               |                                                                                            | Arbitrage : Timo Favorin Jari Leppäalho |

| 16 octobre 2012 | HC Pardubice | 1-2 (1-0, 0-2, 0-0) | CP Berne | CEZ Arena, Pardubice 1 275 spectateurs |

| Feuille de match | Feuille de match            | Feuille de match | Feuille de match                                                 | Feuille de match                       |
| ---------------- | --------------------------- | ---------------- | ---------------------------------------------------------------- | -------------------------------------- |
|                  | 03 min 37 s, Bartek (Benak) | 1-0 1-1 1-2      | 27 min 02 s, Rubin (Déruns, Jobin) 27 min 16 s, Vermin (Kinrade) | Arbitrage : Hribik Polak Barvir Blumel |
| Martin Ruzicka   | Gardiens                    | Olivier Gigon    |                                                                  | Arbitrage : Hribik Polak Barvir Blumel |
| 4 min            | Pénalités                   | 4 min            |                                                                  | Arbitrage : Hribik Polak Barvir Blumel |
| 34               | Tirs                        | 24               |                                                                  | Arbitrage : Hribik Polak Barvir Blumel |

| 12 novembre 2012 | HC Fribourg-Gottéron | 3-2 (1-1, 2-0, 0-1) | HC Pardubice | BCF-Arena, Fribourg 2 228 spectateurs |

| Feuille de match | Feuille de match                                                                                                   | Feuille de match    | Feuille de match                                                  | Feuille de match                                    |
| ---------------- | --- | ------------------- | ----------------------------------------------------------------- | --------------------------------------------------- |
|                  | 15 min 22 s, Sprunger (Birbaum, Bykov) 25 min 20 s, Mauldin (Schilt) 33 min 28 s, Vauclair (Knoepfli, Kwiatkowski) | 1-0 1-1 2-1 3-1 3-2 | 15 min 34 s, Kolar (Zohorna) 54 min 59 s, Bartek (Pisa) double SN | Arbitrage : D. Massy S. Rochette N. Fluri J. Müller |
| Simon Rytz       | Gardiens | Martin Růžička      |                                                                   | Arbitrage : D. Massy S. Rochette N. Fluri J. Müller |
| 8 min            | Pénalités | 12 min              |                                                                   | Arbitrage : D. Massy S. Rochette N. Fluri J. Müller |
| 40               | Tirs | 28                  |                                                                   | Arbitrage : D. Massy S. Rochette N. Fluri J. Müller |

| 13 novembre 2012 | CP Berne | 5-4 (pr) (2-0, 1-2, 1-2, 1-0) | Bili Tygri Liberec | Postfinance Arena, Berne 665 spectateurs |

| Feuille de match | Feuille de match | Feuille de match                    | Feuille de match                                                                                              | Feuille de match                                              |
| ---------------- | --- | ----------------------------------- | --- | ------------------------------------------------------------- |
|                  | 02 min 06 s, Furrer (Randegger) 05 min 02 s, Vermin (Tavares, Ritchie) 23 min 56 s, Vermin (Tavares) 40 min 40 s, Tavares (Ritchie) 64 min 46 s, Plüss (Rüthemann) | 1-0 2-0 3-0 3-1 3-2 4-2 4-3 4-4 5-4 | 31 min 29 s, Jonak (Vlach, Derner) 34 min 45 s, Jonak (Filippi) 53 min 21 s, Dusek 59 min 43 s, Cebak (Visek) | Arbitrage : Koch Andreas Stricker Daniel Arm Roger Küng Peter |
| Marco Bührer     | Gardiens | Marek Pinc                          | | Arbitrage : Koch Andreas Stricker Daniel Arm Roger Küng Peter |
| 8 min            | Pénalités | 14 min                              | | Arbitrage : Koch Andreas Stricker Daniel Arm Roger Küng Peter |
| 32               | Tirs | 31                                  | | Arbitrage : Koch Andreas Stricker Daniel Arm Roger Küng Peter |

| Clt   | Équipe                | PJ | V | VP | D | DP | BP | BC | Diff | Pts |
| ----- | --------------------- | -- | - | -- | - | -- | -- | -- | ---- | --- |
| +001, | Tappara               | 8  | 4 | 2  | 1 | 1  | 26 | 16 | +10  | 17  |
| +002, | Brynäs IF             | 8  | 5 | 0  | 1 | 2  | 25 | 20 | +5   | 17  |
| +003, | HC Bílí Tygři Liberec | 8  | 4 | 0  | 3 | 1  | 27 | 27 | 0    | 13  |
| +004, | TPS Turku             | 8  | 3 | 1  | 3 | 1  | 18 | 17 | +1   | 12  |
| +005, | CP Berne              | 8  | 2 | 1  | 3 | 2  | 23 | 26 | -3   | 11  |
| +006, | HC Pardubice          | 8  | 3 | 0  | 5 | 0  | 22 | 21 | +1   | 9   |
| +007, | HC Fribourg-Gottéron  | 8  | 1 | 2  | 4 | 1  | 18 | 23 | -5   | 9   |
| +008, | Djurgården Hockey     | 8  | 2 | 1  | 5 | 0  | 18 | 27 | -9   | 8   |

- Qualifié pour les quarts de finale

## Red Bulls Salute
Le Red Bulls Salute est un tournoi organisé par deux clubs participants, et qui a lieu du 13 au 16 décembre 2012. Pour la première fois depuis sa création en 2005, le tournoi n'a pas lieu à Salzbourg, mais à Vienne (comme l'année précédente) et à Bratislava en Slovaquie, où l'Orange Arena peut accueillir plus de 10 000 spectateurs. Le tournoi rassemble les six clubs vainqueurs du tour préliminaire ainsi que les deux clubs organisateurs, les Vienna Capitals et le HC Slovan Bratislava.
|  | Quarts de finale     | Quarts de finale |          |   | Demi-finales | Demi-finales |  |  | Finale | Finale |
|  | Quarts de finale     | Quarts de finale |          |   | Demi-finales | Demi-finales |  |  | Finale | Finale |
|  |                      |                  |          |   |              |              |  |  |        |        |
|  |                      |                  |          |   |              |              |  |  |        |        |
|  |                      |                  |          |   |              |              |  |  |        |        |
|  | Luleå HF             | 4                |          |   |              |              |  |  |        |        |
|  | Luleå HF             | 4                |          |   |              |              |  |  |        |        |
|  | Brynäs IF            | 3                |          |   |              |              |  |  |        |        |
|  | Brynäs IF            | 3                | Luleå HF | 2 |              |              |  |  |        |        |
|  |                      |                  | Luleå HF | 2 |              |              |  |  |        |        |
|  |                      | Vienna Capitals  | 0        |   |              |              |  |  |        |        |
|  | Vienna Capitals      | Vienna Capitals  | 0        | 3 |              |              |  |  |        |        |
|  | Vienna Capitals      |                  |          | 3 |              |              |  |  |        |        |
|  | Eisbären Berlin      | 2                |          |   |              |              |  |  |        |        |
|  | Eisbären Berlin      | 2                | Luleå HF | 2 |              |              |  |  |        |        |
|  |                      |                  | Luleå HF | 2 |              |              |  |  |        |        |
|  |                      | Färjestads BK    | 0        |   |              |              |  |  |        |        |
|  | HV 71                | Färjestads BK    | 0        | 1 |              |              |  |  |        |        |
|  | HV 71                |                  |          | 1 |              |              |  |  |        |        |
|  | Tappara              | 2                |          |   |              |              |  |  |        |        |
|  | Tappara              | 2                | Tappara  | 1 |              |              |  |  |        |        |
|  |                      |                  | Tappara  | 1 |              |              |  |  |        |        |
|  |                      | Färjestads BK    | 3        |   |              |              |  |  |        |        |
|  | HC Slovan Bratislava | Färjestads BK    | 3        | 1 |              |              |  |  |        |        |
|  | HC Slovan Bratislava |                  |          | 1 |              |              |  |  |        |        |
|  | Färjestads BK        | 4                |          |   |              |              |  |  |        |        |
|  | Färjestads BK        | 4                |          |   |              |              |  |  |        |        |

### Quarts de finale
| 13 décembre 2012 | Luleå HF | 4-3 (1-1, 3-1, 0-1) | Brynäs IF | Albert Schultz Eishalle, Vienne 2 500 spectateurs |

| Feuille de match | Feuille de match | Feuille de match            | Feuille de match                                                                                               | Feuille de match                                                       |
| ---------------- | --- | --------------------------- | --- | ---------------------------------------------------------------------- |
|                  | 19 min 18 s, Svensson (Abbott, Abbott) 22 min 02 s, Hedman (Fabricius, Sandell) 29 min 18 s, Pyörälä (Fransson, Klasen) 38 min 44 s, Vihko (Ch. Abbott, Sandström) | 0-1 1-1 2-1 3-1 3-2 4-2 4-3 | 9 min 13 s, Granström IN 32 min 11 s, Thuresson (Gunderson, Harju) SN 59 min 43 s, Harju (Granström, Järnkrok) | Arbitrage : Antti Boman Thomas Bernecker David Nothegger Florian Hofer |
| David Rautio     | Gardiens | Johan Holmqvist             | | Arbitrage : Antti Boman Thomas Bernecker David Nothegger Florian Hofer |
| 10 min           | Pénalités | 10 min                      | | Arbitrage : Antti Boman Thomas Bernecker David Nothegger Florian Hofer |
| 26               | Tirs | 31                          | | Arbitrage : Antti Boman Thomas Bernecker David Nothegger Florian Hofer |

| 13 décembre 2012 | HV71 | 1-2 (1-0, 0-1, 0-1) | Tappara Tampere | Slovnaft Arena, Bratislava 2 220 spectateurs |

| Feuille de match | Feuille de match                 | Feuille de match | Feuille de match                                                          | Feuille de match                       |
| ---------------- | -------------------------------- | ---------------- | ------------------------------------------------------------------------- | -------------------------------------- |
|                  | 12 min 44 s, Fasth (Luoma, Krog) | 1-0 1-1 1-2      | 25 min 54 s, Aalto (Nieminen, Erkinjuntti) 59 min 11 s, Palola (Kaksonen) | Arbitrage : Baluska Minar Stano Tvrdon |
| Gustaf Wesslau   | Gardiens                         | Juha Metsola     |                                                                           | Arbitrage : Baluska Minar Stano Tvrdon |
| 28 min           | Pénalités                        | 12 min           |                                                                           | Arbitrage : Baluska Minar Stano Tvrdon |
| 33               | Tirs                             | 35               |                                                                           | Arbitrage : Baluska Minar Stano Tvrdon |

| 13 décembre 2012 | Vienna Capitals | 3-2 (pr) (0-0, 1-0, 1-2, 1-0) | Eisbären Berlin | Albert Schultz Eishalle, Vienne 4 950 spectateurs |

| Feuille de match | Feuille de match                                                                | Feuille de match    | Feuille de match                                    | Feuille de match                                                             |
| ---------------- | ------------------------------------------------------------------------------- | ------------------- | --------------------------------------------------- | ---------------------------------------------------------------------------- |
|                  | 18 min 44 s, Soares (Olsson, Lundbohm) 46 min 03 s, Woger 62 min 41 s, Lakos SN | 1-0 2-0 2-1 2-2 3-2 | 47 min 04 s, Christensen (Braun) 50 min 13 s, Olver | Arbitrage : Marcus Vinnerborg Oskar Rönnmark Oskar Lohnston Martin Smeibidlo |
| Matt Zaba        | Gardiens                                                                        | Rob Zepp            |                                                     | Arbitrage : Marcus Vinnerborg Oskar Rönnmark Oskar Lohnston Martin Smeibidlo |
| 12 min           | Pénalités                                                                       | 14 min              |                                                     | Arbitrage : Marcus Vinnerborg Oskar Rönnmark Oskar Lohnston Martin Smeibidlo |
| 39               | Tirs                                                                            | 34                  |                                                     | Arbitrage : Marcus Vinnerborg Oskar Rönnmark Oskar Lohnston Martin Smeibidlo |

| 13 décembre 2012 | HC Slovan Bratislava | 1-4 (0-2, 1-2, 0-0) | Färjestads BK | Slovnaft Arena, Bratislava 5 029 spectateurs |

| Feuille de match | Feuille de match                  | Feuille de match           | Feuille de match | Feuille de match                         |
| ---------------- | --------------------------------- | -------------------------- | --- | ---------------------------------------- |
|                  | 38 min 06 s, Vondrka (Preisinger) | 0-1 0-2 0-3 0-4 1-4        | 6 min 10 s, Hillding (Wallin, Berglund) 9 min 18 s, Lundh (Grundel, Åslund) 20 min 53 s, Åslund (Lundh) 24 min 13 s, Wallin (Holtet, Berglund) IN | Arbitrage : Koch Schukies Rovensky Korba |
| Branislav Konrad | Gardiens                          | Fredrik Pettersson-Wentzel | | Arbitrage : Koch Schukies Rovensky Korba |
| 14 min           | Pénalités                         | 2 min                      | | Arbitrage : Koch Schukies Rovensky Korba |
| 23               | Tirs                              | 32                         | | Arbitrage : Koch Schukies Rovensky Korba |

### Demi-finales
| 15 décembre 2012 | Luleå HF | 2-0 (0–0, 0–0, 2–0) | Vienna Capitals | Albert Schultz Eishalle, Vienne 2 850 spectateurs |

| Feuille de match | Feuille de match                                         | Feuille de match | Feuille de match | Feuille de match                                                   |
| ---------------- | -------------------------------------------------------- | ---------------- | ---------------- | ------------------------------------------------------------------ |
|                  | 54 min 04 s, Kilström (Ch. Abbott) 57 min 03 s, Koivisto | 1-0 2-0          |                  | Arbitrage : Antti Boman Ulf Rönnmark David Nothegger Florian Hofer |
| Johan Gustafsson | Gardiens                                                 | Matt Zaba        |                  | Arbitrage : Antti Boman Ulf Rönnmark David Nothegger Florian Hofer |
| 6 min            | Pénalités                                                | 24 min           |                  | Arbitrage : Antti Boman Ulf Rönnmark David Nothegger Florian Hofer |
| 20               | Tirs                                                     | 41               |                  | Arbitrage : Antti Boman Ulf Rönnmark David Nothegger Florian Hofer |

| 15 décembre 2012 | Tappara Tampere | 1-3 (0–0, 1–1, 0–2) | Färjestads BK | Slovnaft Arena, Bratislava 2 038 spectateurs |

| Feuille de match | Feuille de match                                 | Feuille de match           | Feuille de match | Feuille de match                                                 |
| ---------------- | ------------------------------------------------ | -------------------------- | --- | ---------------------------------------------------------------- |
|                  | 37 min 44 s, Koskiranta (Erkinjuntti, Foster) SN | 0-1 1-1 1-2 1-3            | 35 min 32 s, Wallin (Lajunen, Berglund) SN 54 min 25 s, Wallin (Lajunen, Berglund) 59 min 46 s, Holtet (Åslund) cage vide | Arbitrage : Andreas Koch Milan Minar Tibor Rovensky Jozef Tvrdon |
| Juha Metsola     | Gardiens                                         | Fredrik Pettersson-Wentzel | | Arbitrage : Andreas Koch Milan Minar Tibor Rovensky Jozef Tvrdon |
| 14 min           | Pénalités                                        | 16 min                     | | Arbitrage : Andreas Koch Milan Minar Tibor Rovensky Jozef Tvrdon |
| 29               | Tirs                                             | 26                         | | Arbitrage : Andreas Koch Milan Minar Tibor Rovensky Jozef Tvrdon |

### Finale
| 16 décembre 2012 | Luleå HF | 2-0 (1-0, 0-0, 1-0) | Färjestads BK | Slovnaft Arena, Bratislava 1 752 spectateurs |

| Feuille de matchhttp://www.europeantrophy.com/live247.html | Feuille de matchhttp://www.europeantrophy.com/live247.html | Feuille de matchhttp://www.europeantrophy.com/live247.html | Feuille de matchhttp://www.europeantrophy.com/live247.html | Feuille de matchhttp://www.europeantrophy.com/live247.html |
| ---------------------------------------------------------- | ---------------------------------------------------------- | ---------------------------------------------------------- | ---------------------------------------------------------- | ---------------------------------------------------------- |
|                                                            | 11 min 15 s - Vihko (Persson) 53 min 05 s - Vihko          | 1-0 2-0                                                    |                                                            | Arbitrage : Baluska Korba Stano                            |
| David Rautio                                               | Gardiens                                                   | Fredrik Pettersson-Wentzel                                 |                                                            | Arbitrage : Baluska Korba Stano                            |
| 12 min                                                     | Pénalités                                                  | 8 min                                                      |                                                            | Arbitrage : Baluska Korba Stano                            |
| 28                                                         | Tirs                                                       | 35                                                         |                                                            | Arbitrage : Baluska Korba Stano                            |

### Vainqueurs
| Vainqueur du Trophée Européen 2012 Luleå HF | Gardiens de but : David Rautio, Johan Gustafsson Défenseurs : Lukas Kilström, Daniel Gunnarsson, Jan Sandström (A), Johan Fransson, Pavel Skrbek, Fredrik Svensson, Robin Jonsson, Robin Jacobsson, Dean Kukan Attaquants : Karl Fabricius, Niklas Olausson (A), Linus Persson, Daniel Mannberg, Joonas Vihko, Toni Koivisto, Jonas Berglund, Cam Abbott, Anton Hedman, Mika Pyörälä, Chris Abbott (C), Niklas Fogström, Sami Sandell, Jens Jakobs, Kim Hirschovits, Linus Klasen Entraîneurs : Jonas Rönnqvist, Thomas Berglund, Roger Åkerström |